# Alabama
Alabama (wym. /ˌæləˈbæmə/ ( odsłuchaj)) – stan w południowo-wschodniej części Stanów Zjednoczonych, położony nad Zatoką Meksykańską.
Obszar nizinny, od północnego wschodu ograniczony wyżyną Cumberland, od północnego wschodu górami – Appalachami. Na północy sąsiaduje ze stanem Tennessee, na wschodzie z Georgią, na południu z Florydą i Zatoką Meksykańską, na zachodzie z Missisipi. Alabama zajmuje 30. miejsce pod względem powierzchni oraz 23. pod względem liczby ludności wśród stanów Stanów Zjednoczonych.
Od wojny secesyjnej do II wojny światowej stan ten odczuwał trudności gospodarcze ze względu na ciągłe uzależnienie od rolnictwa. Pomimo rozwoju przemysłu i ośrodków miejskich, aż do 1960 roku w stanowej legislaturze reprezentowane były głównie interesy białych mieszkańców obszarów wiejskich, podczas gdy pomijano postulaty Afroamerykanów i mieszkańców miast. Po II wojnie światowej Alabama odnotowała wzrost gospodarczy spowodowany odejściem od rolnictwa na rzecz bardziej zróżnicowanych gałęzi takich jak przemysł ciężki, wydobycie minerałów, edukacji i rozwój technologii. Ponadto rozwinięto wiele instalacji wojskowych, które dały wiele miejsc pracy mieszkańcom stanu.
Alabama jest nieoficjalnie nazywana stanem złotego dzięcioła, a także Sercem Dixie. Stanowym drzewem jest sosna długoigielna, a kwiatem kamelia. Stolicą stanu jest Montgomery, a najludniejszym miastem Birmingham. Huntsville z kolei ma największą powierzchnię, a Mobile założone w 1702 przez francuskich kolonistów jest najstarszym miastem w stanie.

## Historia

### Pochodzenie nazwy

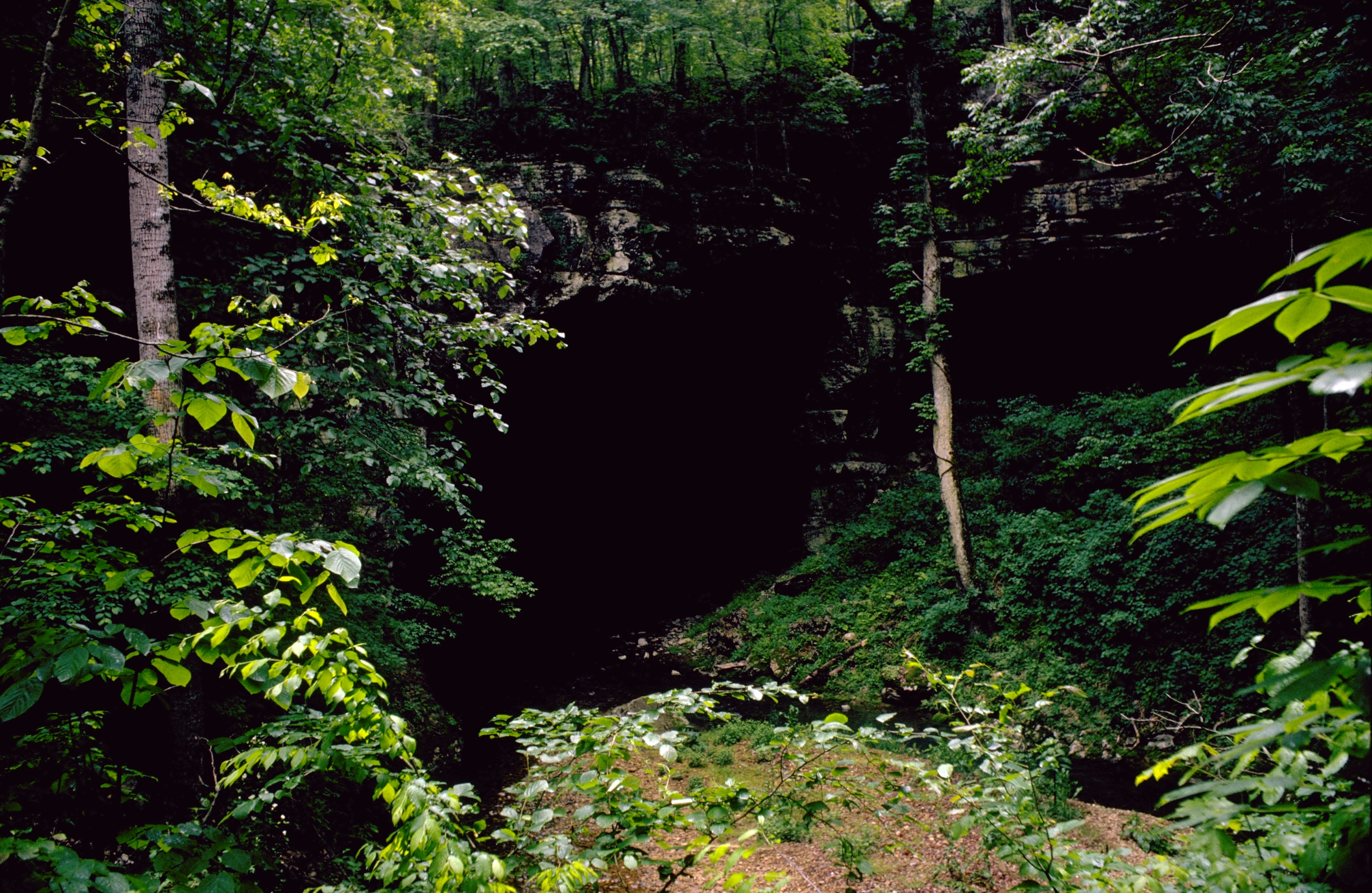
Jedno z wejść do jaskini Russell Cave w hrabstwie Jackson

Plemię Alibamu mówiące językiem z rodziny muskogejskiej i zamieszkujące górny bieg rzeki Alabama posłużyło jako źródłosłów nazwy zarówno rzeki, jak i stanu. Określali oni samych siebie jako Albaamo, a słowo to prawdopodobnie pochodzi z języka czoktawskiego i zostało przejęte przez plemię Alibamu jako nazwa własna. Pisownia nazwy znacznie różni się w zależności od źródeł. Po raz pierwszy pojawia się w trzech relacjach z wyprawy Hernando de Soto w 1540 roku jako Alibamo, Alibamu lub Limamu. W 1702 roku było nazywane po francusku Alibamon i tak oznaczane na mapach z tamtego okresu. Inne źródła przedstawiały te tereny jako: Alibamu, Alabamo, Albama, Alebamon, Alibama, Alibamou, Alabamu i Allibamou.
Stosunkowo łatwo można ustalić pochodzenie nazwy, jednak źródła nie zgadzają się co do jego pierwotnego znaczenia. Artykuł w Jacksonville Republican z 1842 roku stwierdza, iż słowo Alabama oznacza tu odpoczywamy i takie znaczenie zostało spopularyzowane w pismach Aleksandra Meek, ale językoznawcy nie byli w stanie znaleźć dowodów potwierdzających tę tezę. Uważają oni, że wyraz ten pochodzi od słów języka czoktawskiego alba (roślina lub chwast) i amo (ciąć, gromadzić) i tłumaczone jest jako zbieracze ziół lub zrywający chwasty.

### Ludność tubylcza

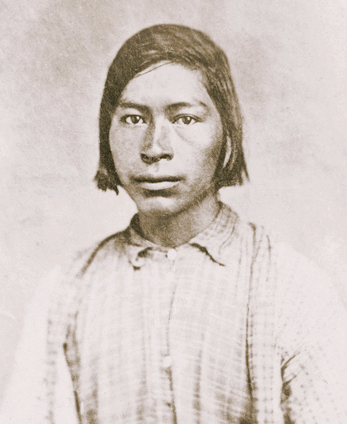
Członek plemienia Czikasawów (zdjęcie z XIX wieku)

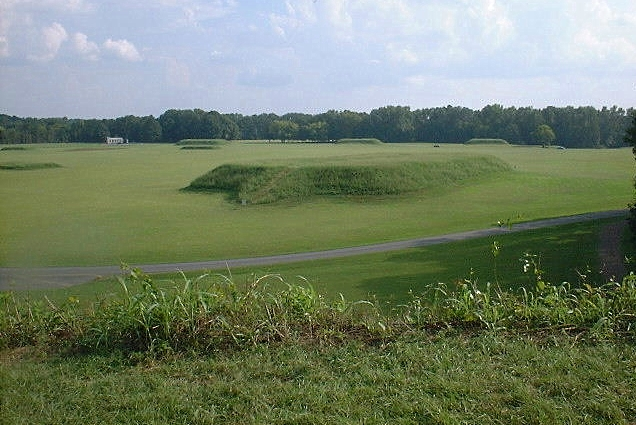
Park archeologiczny Moundville. W latach ok. 1450–1000 r. p.n.e. miejsce to było zamieszkiwane przez kulturę Missisipi

Ludy tubylcze zamieszkiwały tereny stanu na tysiące lat przed europejską kolonizacją. Handel z północnym wschodem poprzez rzekę Ohio rozpoczął się między 1000 rokiem p.n.e. a 700 rokiem n.e. i trwał do kontaktu z Europejczykami. Kultura agrarna Missisipi pokrywała większość terytorium stanu od roku 1000 do 1600, a jednym z głównych jej ośrodków było Moundville (jest to drugi co do wielkości kompleks w Stanach Zjednoczonych, w którym badana jest kultura Missisipi). Analiza znalezisk z tego regionu była podstawą sformułowania cech ceremoniału południowo-wschodniego. Wbrew powszechnej opinii kultura tego regionu nie wykazuje bezpośrednich podobieństw do kultur Mezoameryki i rozwijała się niezależnie.
Wśród historycznych plemion żyjących na obszarze dzisiejszej Alabamy byli Czirokezi mówiący językiem z grupy irokeskiej, a także Alibamu, Czikasawowie, Czoktawowie, Krikowie i Koasati mówiący językami z rodziny muskogejskiej.

### Osadnictwo europejskie
Pierwszymi Europejczykami, którzy dotarli do dzisiejszej Alabamy w XVI w., byli Hiszpanie. W 1540 roku ekspedycja pod wodzą Hernando de Soto dotarła m.in. do Mabili i innych części Alabamy. Pierwszą europejską osadę w tym regionie Fort Louis de la Louisiane (dzisiejsze Mobile) założyli Francuzi w 1702 roku. Osada ta została przeniesiona w 1711 roku do miejsca, w którym obecnie znajduje się miasto Mobile.
Obszar stanu należał do Francji w latach 1702–1763, a następnie do roku 1783 był częścią brytyjskiej Florydy Zachodniej na mocy traktatu paryskiego, po przegranej Francuzów z Brytyjczykami w wojnie siedmioletniej. Po wygranej Stanów Zjednoczonych w wojnie o niepodległość Alabama została podzielona pomiędzy Stany Zjednoczone i Hiszpanię. Ostatnia zachowała kontrolę nad tym terytorium do 13 kwietnia 1813 roku, kiedy doszło do kapitulacji hiszpańskiego garnizonu przez wojska amerykańskie w Mobile.
Pierwszym brytyjskim osadnikiem był Thomas Bassett osiadły nad rzeką Tombigbee we wczesnych latach 70. XVIII wieku.
Hrabstwa Baldwin i Mobile w 1810 roku stały się częścią niepodległej Republiki Zachodniej Florydy (przez 90 dni). Po aneksji przez Stany Zjednoczone dołączone do Terytorium Orleanu i wreszcie w 1812 włączone w skład Terytorium Missisipi. Większość północnej części Alabamy była znana jako Ziemie Yazoo. W 1767 roku zostały przyłączone do kolonii Georgia i pozostały w niej po rewolucji amerykańskiej. Przynależność ta była kwestionowana najpierw przez plemiona indiańskie, inne stany, a następnie przez rząd federalny Stanów Zjednoczonych, Wielką Brytanię i Hiszpanię. W 1802 roku region ten został włączony do Terytorium Missisipi. Nadanie statusu stanowego było jednak opóźnione przez brak dostępu do morza.

### Status stanowy, wojna domowa i odbudowa
Alabama została przyjęta do Unii jako dwudziesty drugi stan w roku 1819. Jako jej tymczasową stolicę wybrano miasto Huntsville. Siedziba stanu została w 1820 roku przeniesiona do obecnie opuszczonego miasta o nazwie Cahaba w hrabstwie Dallas. Cahaba była pierwszą stałą stolicą stanu Alabama, obowiązującą w latach 1820–1825.
Szybko pojawili się tu nowi osadnicy chcący skorzystać z żyznych gleb. Południowo-wschodni plantatorzy i handlowcy z Górnego Południa sprowadzili niewolników na rozwijające się plantacje bawełny. Gospodarka czarnego pasa (nazwa pochodzi od koloru ziemi) opierała się na dużych plantacjach bawełny, których właściciele wzbogacili się w dużej mierze na pracy niewolników. W latach 1810–1830 populacja stanu zwiększyła się z 10 000 do ponad 300 000. Obszar przyciągnął także wielu biednych ludzi, którzy stali się rolnikami na własne potrzeby. Spis ludności z roku 1860 wykazał 964 201 mieszkańców, z czego 45% stanowili czarni niewolnicy. W stanie było zaledwie 2690 wolnych ludzi o kolorze skóry innym niż biały.

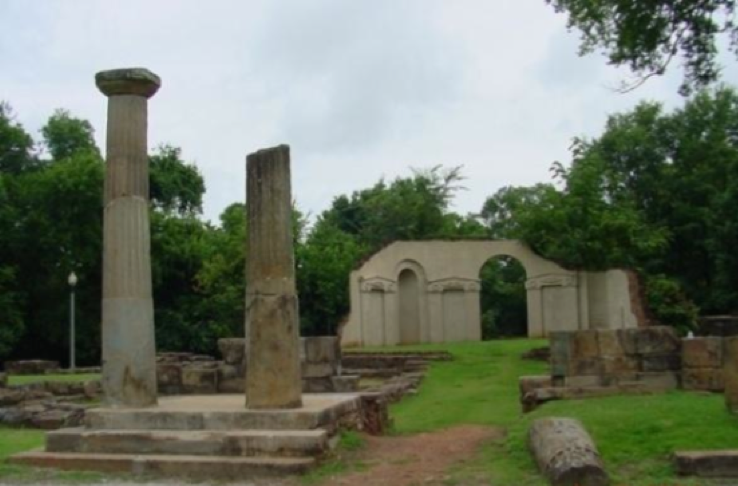
Ruiny siedziby stanu Alabama w Tuscaloosa; budynek spłonął w 1923 roku

W latach 1826–1846 funkcję stolicy stanu pełniła Tuscaloosa. 30 stycznia 1846 roku władze stanu przeniosły stolicę do Montgomery, a pierwsza sesja parlamentu w nowej stolicy odbyła się w grudniu 1847 w nowo wybudowanym budynku. Spłonął on w 1849 roku, ale dwa lata później został odbudowany według pierwotnych planów.
W dniu 11 stycznia 1861 roku Alabama ogłosiła secesję i dołączyła do Konfederacji. Choć na terytorium stanu stoczono niewiele bitew dostarczył on 120 tys. żołnierzy podczas wojny secesyjnej. Niewolnicy Alabamy uzyskali wolność na mocy 13. poprawki w 1865 roku. W czasie powojennej odbudowy władze utworzyły system szkół publicznych oraz pewne instytucje pomocy społecznej. Alabama oficjalnie powróciła do Unii w roku 1868.
Po wojnie domowej stan nadal miał charakter rolniczy, oparty głównie na uprawie bawełny. Plantatorzy opierali się zniesieniu niewolnictwa i starali się odzyskać kontrolę nad pracownikami. Ku Klux Klan posiadał w stanie liczne niezależne oddziały atakujące wyzwolonych. Po jego zlikwidowaniu organizowano paramilitarne grupy takiej jak Czerwone Koszule i Biała Liga, które w sposób bardziej otwarty walczyły z prawami wolności. Wprowadzono Prawa Jima Crowa mające na celu zwiększenie przewagi białych w społeczeństwie. W 1875 roku zakazano publicznego finansowania katolickich szkół.

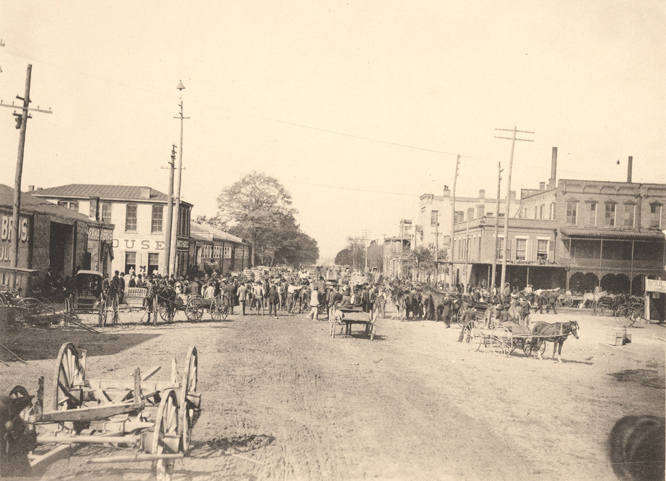
Montgomery, stolica stanu, ok. roku 1894

### 1900–1960
Nowa konstytucja stanowa z 1901 roku ograniczyła prawo do głosowania m.in. wprowadzając wymóg umiejętności czytania i pisania. Mimo iż plantatorzy uzyskali poparcie dla tych zmian wśród białych nieposiadających ziemi nowe ograniczenia nękały biednych głównie przez narzucanie podatku pogłównego.
W roku 1900 prawa wyborcze posiadało ponad 181 tys. Afroamerykanów, ale w czerwcu 1903 liczba ta spadła do 2980, pomimo że co najmniej 79 tys. Afroamerykanów potrafiło czytać i pisać.

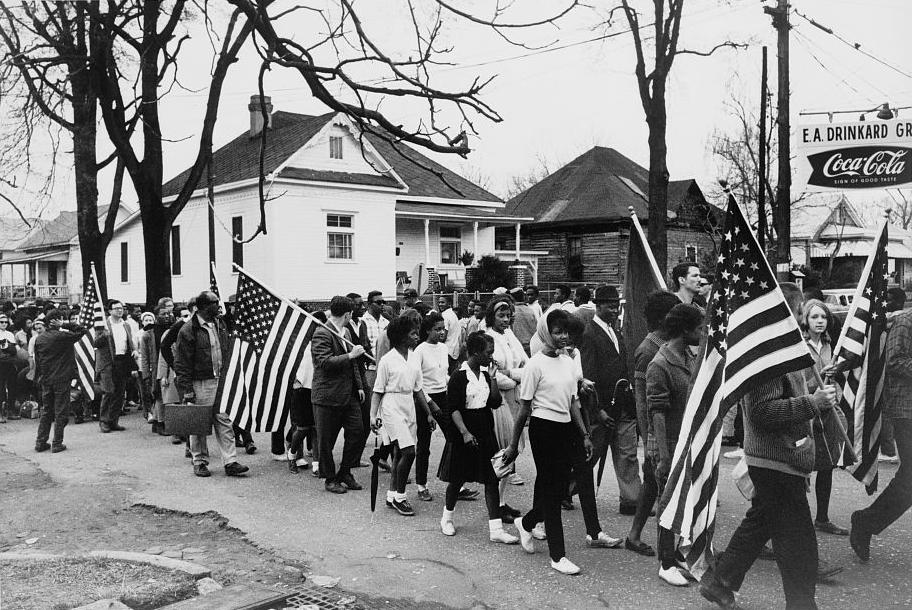
Marsz w obronie praw człowieka z Selmy do Montgomery, 1965

W roku 1941 nie posiadało własnej ziemi 600 tys. białych i 520 tys. czarnych. Niemal wszyscy Afroamerykanie utracili prawa głosu. Prześladowania zakończyły się w połowie lat 60. XX wieku na mocy ustaw federalnych, dających prawo głosu wszystkim obywatelom.
Zdominowana przez interesy rolnicze Alabama konsekwentnie zmniejszała finansowanie szkół i usług dla Afroamerykanów, nie zwalniając ich przy tym z płacenia podatków. Dalszy ciąg dyskryminacji rasowej, kryzys rolniczy oraz nieurodzaj bawełny na skutek zarazy nasienia skłonił dziesiątki tysięcy Afroamerykanów do emigracji na północ. Opuścili oni Alabamę na początku XX wieku i w wyniku Wielkiej Migracji przenieśli się do pracy w przemyśle i lepszej przyszłości w uprzemysłowionych miastach północy. Tempo wzrostu populacji w latach 1910–1920 spadło blisko o połowę. W tym samym czasie wielu rolników, zarówno białych, jak i czarnych, przeniosło się do Birmingham, znajdując zatrudnienie w rozwijającym się przemyśle. Miasto doznało tak szybkiego wzrostu populacji, że było nazywane The Magic City, co znaczy magiczne miasto. W latach 20. XX wieku Birmingham było 19. miastem Stanów Zjednoczonych pod względem liczby ludności. Mieszkało w nim ponad 30% mieszkańców całego stanu. Podstawą jego gospodarki był przemysł ciężki i górnictwo.
Rozwój przemysłu napędzany potrzebami wojska w związku z II wojną światową przyniósł dobrobyt. Uprawa bawełny straciła na znaczeniu, a stan stał się bazą dla przemysłu i usług. W latach 60. XX wieku wielu białych było przeciwnych polityce integracji rasowej w szkołach i obiektach użyteczności publicznej.

### Po 1960 roku
Mimo ogromnych zmian w rozmieszczeniu ludności pomiędzy rokiem 1901 a 1961, prorolnicza legislatura nie zezwoliła na ustalenie liczby mandatów do Izby Reprezentantów i Senatu na podstawie populacji. Zachowano stare zasady w celu zachowania politycznej i ekonomicznej władzy na obszarach rolniczych. Ponadto ustawodawcy tendencyjnie wyznaczyli okręgi wyborcze (tzw. gerrymandering), aby zapewnić elekcję osobom spoza Birmingham. W rezultacie hrabstwo Jefferson, w którym znajduje się Birmingham, skupiające przemysłową i gospodarczą siłę stanu i zapewniające 1/3 dochodów stanu, nie otrzymywało adekwatnych usług publicznych. Miejskie interesy były konsekwentnie pomijane przez władze i w wyniku tego ok. 25% ludności stanu miało wpływ na decyzje polityczne, dotyczące całej populacji.
Afroamerykanie, z powodów historycznych, deklarowali się jako Republikanie, ale nie posiadali praw wyborczych. Natomiast biali wyborcy mieli żal do Republikanów ze względu na wojnę domową i konieczną odbudowę. Czynniki te wpłynęły na długoletnią tradycję polegającą na tym, że każdy kandydat chcący uzyskać poparcie musiał deklarować się jako Demokrata niezależnie od faktycznych poglądów politycznych.
Afroamerykanie uzyskali prawa obywatelskie i wyborcze w roku 1965 i wtedy de iure w stanie zakończyła się segregacja rasowa.
W 1972 roku pod wpływem nacisków ludności miejskiej władze – po raz pierwszy od 1901 roku – ustaliły liczbę mandatów na podstawie liczby ludności w poszczególnych okręgach wyborczych. To działanie pozwoliło uzyskać korzyści i rozwój obszarów miejskich, a także zapewniło prawidłową reprezentację ludności. Po 1972 roku biali wyborcy przenieśli większość swojego poparcia na kandydatów republikańskich w wyborach prezydenckich. Podobną tendencję można było zauważyć w wyborach do władz stanowych w wyniku czego w 2010 roku Republikanie po raz pierwszy od 136 lat uzyskali kontrolę nad obiema izbami parlamentu stanowego.

## Geografia

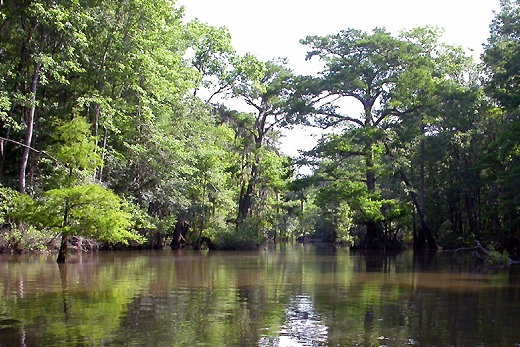
Delta niedaleko Mobile

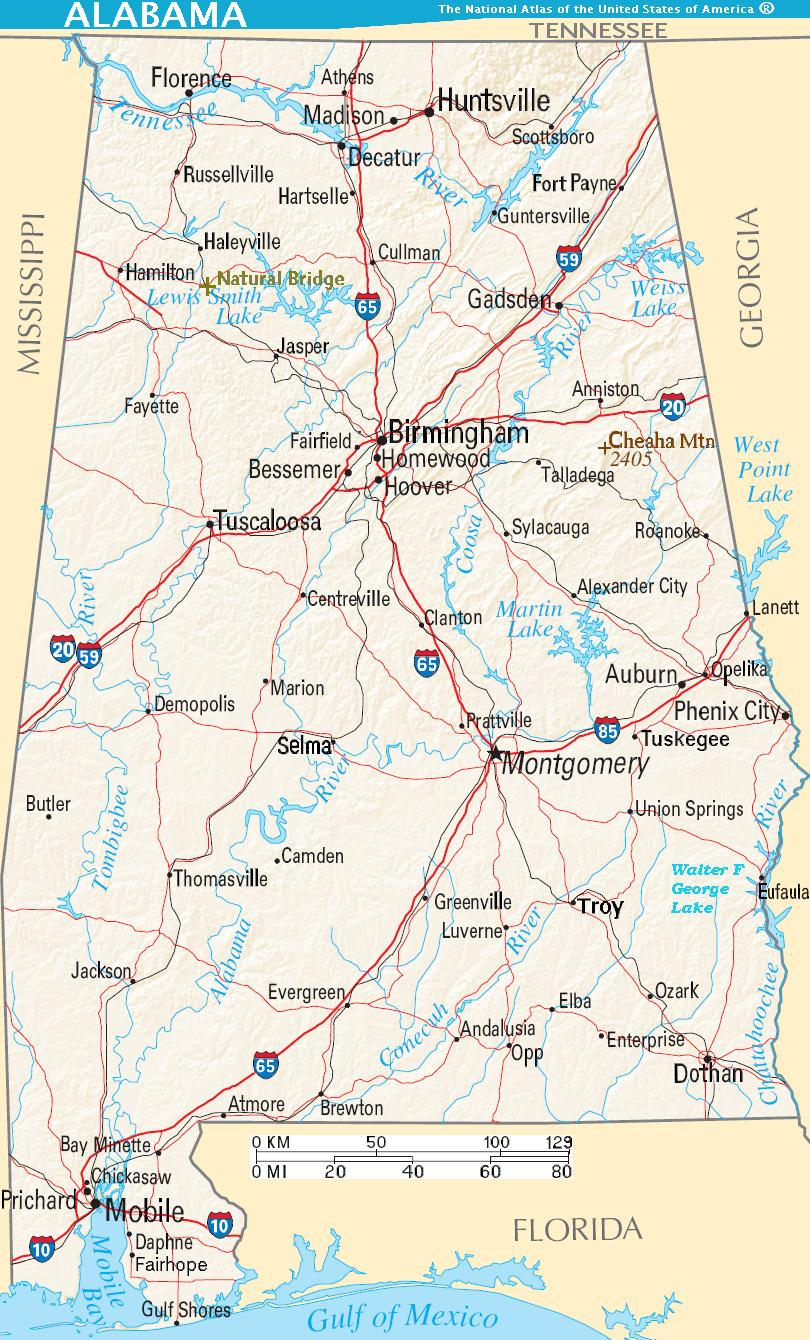
Mapa stanu Alabama

Alabama jest 30. co do wielkości stanem Stanów Zjednoczonych o powierzchni 135 775 km². 3,19% ogólnej powierzchni zajmują wody powierzchniowe, co czyni ten stan 23. pod tym względem w kraju. Stan ten posiada drugi co do wielkości system żeglugi śródlądowej w Stanach Zjednoczonych. 3/5 powierzchni zajmuje płaska nizina schodząca ku Missisipi i Zatoce Meksykańskiej. Północ stanu to teren wyżynny z rozległą doliną rzeki Tennessee, w której znajdują się liczne potoki, wzgórza i jeziora.
Stany graniczące z Alabamą to: Missisipi na zachodzie, Tennessee na północy, Georgia na wschodzie i Floryda na południowym wschodzie. Do Alabamy należy fragment wybrzeża Zatoki Meksykańskiej, w południowo-zachodniej części stanu. W północno-wschodniej części stanu znajduje się fragment Appalachów, najwyższym szczytem stanu jest Cheaha Mountain o wysokości 735 m n.p.m.
89 tys. km² stanu to lasy, co stanowi 67% ogólnej powierzchni stanu. Hrabstwo Baldwin położone wzdłuż Zatoki Meksykańskiej jest największym okręgiem w stanie zarówno pod względem powierzchni lądowej (4134 km²), jak i wodnej (1116 km²).
Obszary stanu zarządzane przez National Park Service to: Horseshoe Bend National Military Park, Little River Canyon National Preserve, Russell Cave National Monument, Tuskegee Airmen National Historic Site i Tuskegee Institute National Historic Site. Dodatkowo Alabama ma cztery lasy państwowe: Conecuh, Talladega, Tuskegee i William B. Bankhead. W stanie znajdują się również: Trasa Parkowa Natchez Trace, Trasa Historyczna Selma to Montgomery oraz Szlak Łez. Znanym cudem natury jest najdłuższy (40 m) amerykański naturalny most znajdujący się na wschód od Gór Skalistych, położony na południe od Haleyville.
W hrabstwie Elmore na północ od Montgomery znajduje się krater uderzeniowy o nazwie Wetumpka o średnicy 6,5 km. Powstał on w ok. 80 mln lat wskutek uderzenia meteorytu.

### Zespoły miejskie
| Lp. | Zespół miejski         | Liczba ludności | Hrabstwo                                                    |
| --- | ---------------------- | --------------- | ----------------------------------------------------------- |
| 1   | Birmingham-Hoover      | 1 136 650       | Bibb, Blount, Chilton, Jefferson, St. Clair, Shelby, Walker |
| 2   | Huntsville             | 430 734         | Limestone, Madison                                          |
| 3   | Mobile                 | 413 936         | Mobile                                                      |
| 4   | Montgomery             | 377 149         | Autauga, Elmore, Lowndes, Montgomery                        |
| 5   | Tuscaloosa             | 233 389         | Greene, Hale, Tuscaloosa                                    |
| 6   | Decatur                | 154 233         | Lawrence, Morgan                                            |
| 7   | Dothan                 | 147 620         | Geneva, Henry, Houston                                      |
| 8   | Auburn-Opelika         | 147 257         | Lee                                                         |
| 9   | Florence-Muscle Shoals | 146 988         | Colbert, Lauderdale                                         |
| 10  | Anniston-Oxford        | 117 296         | Calhoun                                                     |
| 11  | Gadsden                | 104 392         | Etowah                                                      |
|     | Razem:                 | 3 409 644       |                                                             |

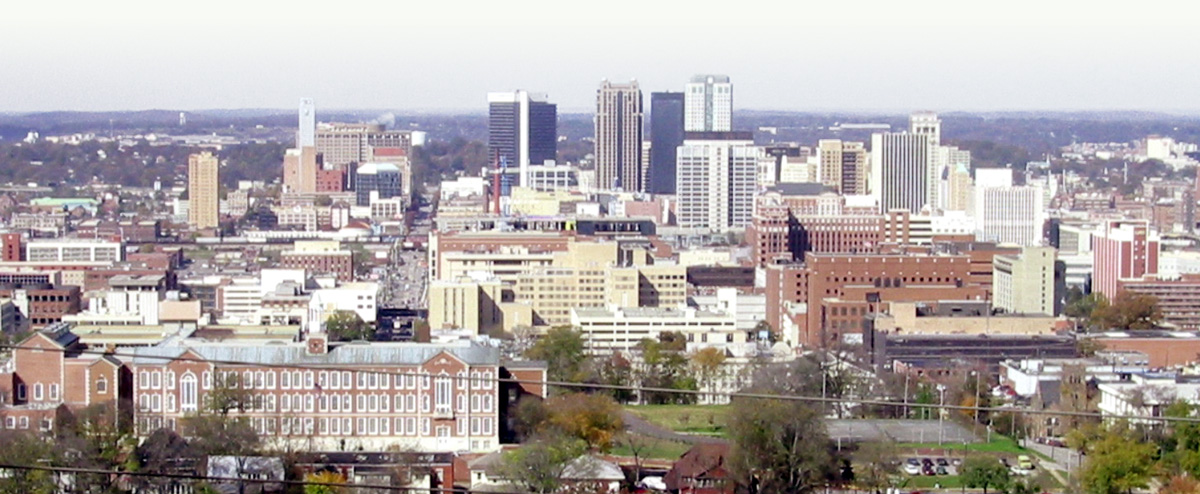
Birmingham, największy zespół miejski
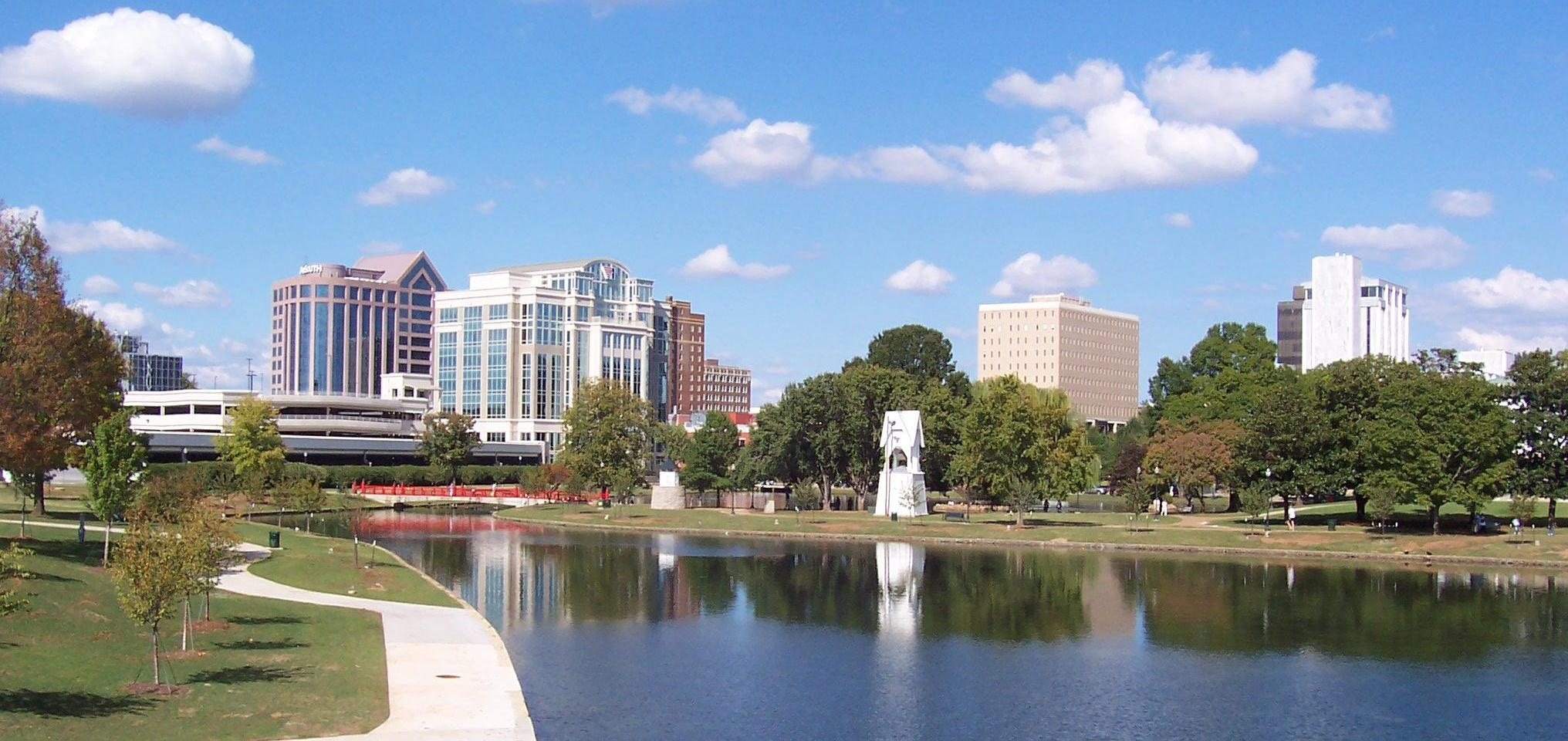
Huntsville, drugi co do wielkości zespół miejski
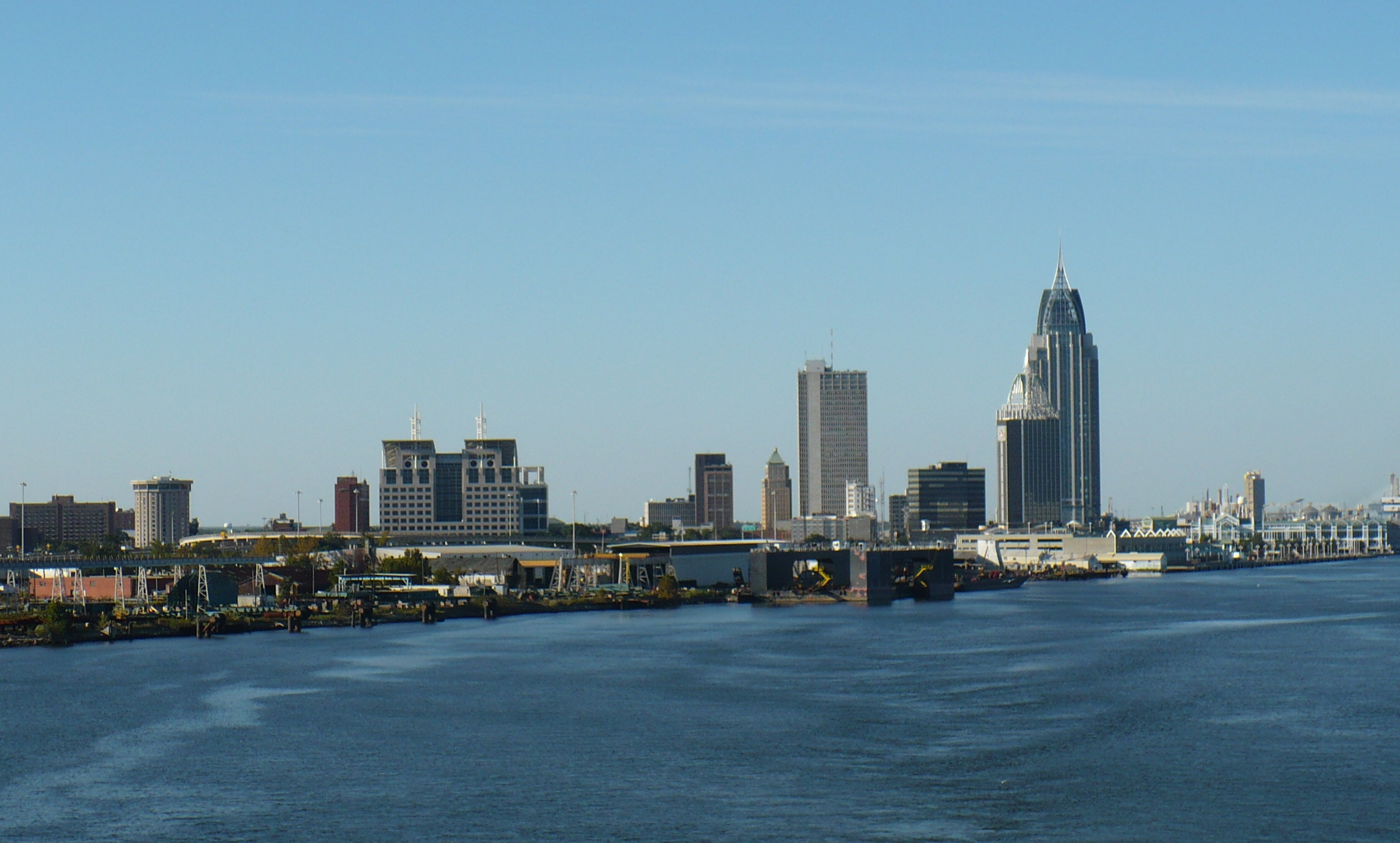
Mobile, trzeci co do wielkości zespół miejski
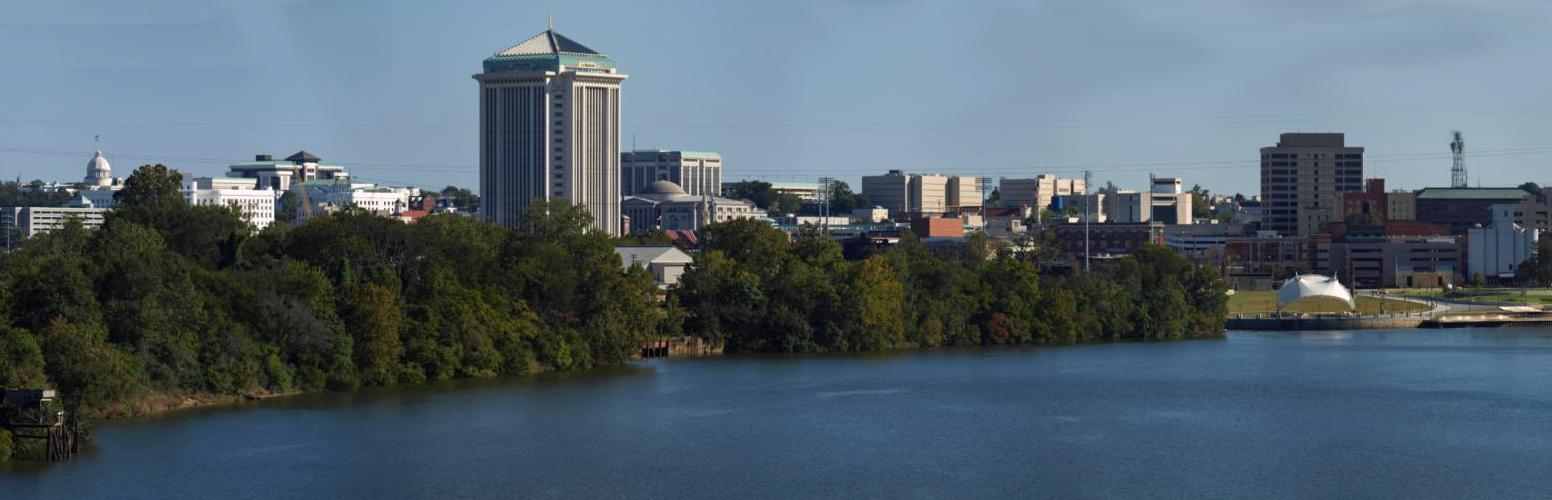
Montgomery, czwarty co do wielkości zespół miejski

### Miasta
Na terenie stanu Alabama znajdują się 462 miasta (city lub town), w tym 5 o liczbie ludności przekraczającej 100 000, 65 powyżej 10 000 mieszkańców, a 255 powyżej 1000 mieszkańców (2021 r.).
Lista miast zamieszkanych przez 8000 lub więcej osób (2021 r.):

- Huntsville (216 963)
- Montgomery (198 665)
- Birmingham (197 575)
- Mobile (184 952)
- Tuscaloosa (100 618)
- Hoover (92 589)
- Auburn (78 564)
- Dothan (71 175)
- Madison (58 357)
- Decatur (57 804)
- Florence (39 933)
- Vestavia Hills (38 801)
- Phenix City (38 428)
- Prattville (38 286)
- Gadsden (33 769)
- Alabaster (33 676)
- Opelika (31 538)
- Northport (31 009)
- Enterprise (29 395)
- Daphne (28 777)
- Athens (27 027)
- Trussville (26 388)
- Homewood (26 054)
- Bessemer (25 615)
- Pelham (24 688)
- Fairhope (23 147)
- Albertville (22 522)
- Oxford (22 312)
- Mountain Brook (22 158)
- Foley (22 063)
- Helena (21 560)
- Anniston (21 157)
- Prichard (19 097)
- Cullman (18 635)
- Selma (17 625)
- Troy (17 609)
- Calera (17 414)
- Millbrook (17 217)
- Muscle Shoals (16 618)
- Hueytown (16 531)
- Gardendale (16 444)
- Saraland (16 319)
- Center Point (16 137)
- Gulf Shores (15 736)
- Chelsea (15 653)
- Scottsboro (15 640)
- Talladega (15 621)
- Hartselle (15 549)
- Fort Payne (14 834)
- Alexander City (14 618)
- Jasper (14 354)
- Ozark (14 313)
- Moody (13 563)
- Irondale (13 518)
- Pell City (13 248)
- Jacksonville (13 057)
- Eufaula (12 675)
- Sylacauga (12 373)
- Leeds (12 271)
- Russellville (10 789)
- Valley (10 513)
- Spanish Fort (10 392)
- Clay (10 311)
- Boaz (10 161)
- Rainbow City (10 154)
- Pike Road (9978)
- Fairfield (9832)
- Fultondale (9789)
- Pleasant Grove (9495)
- Southside (9465)
- Sheffield (9337)
- Tuscumbia (9068)
- Tuskegee (8870)
- Clanton (8762)
- Andalusia (8715)
- Guntersville (8713)
- Atmore (8542)
- Arab (8498)
- Orange Beach (8347)

### Klimat

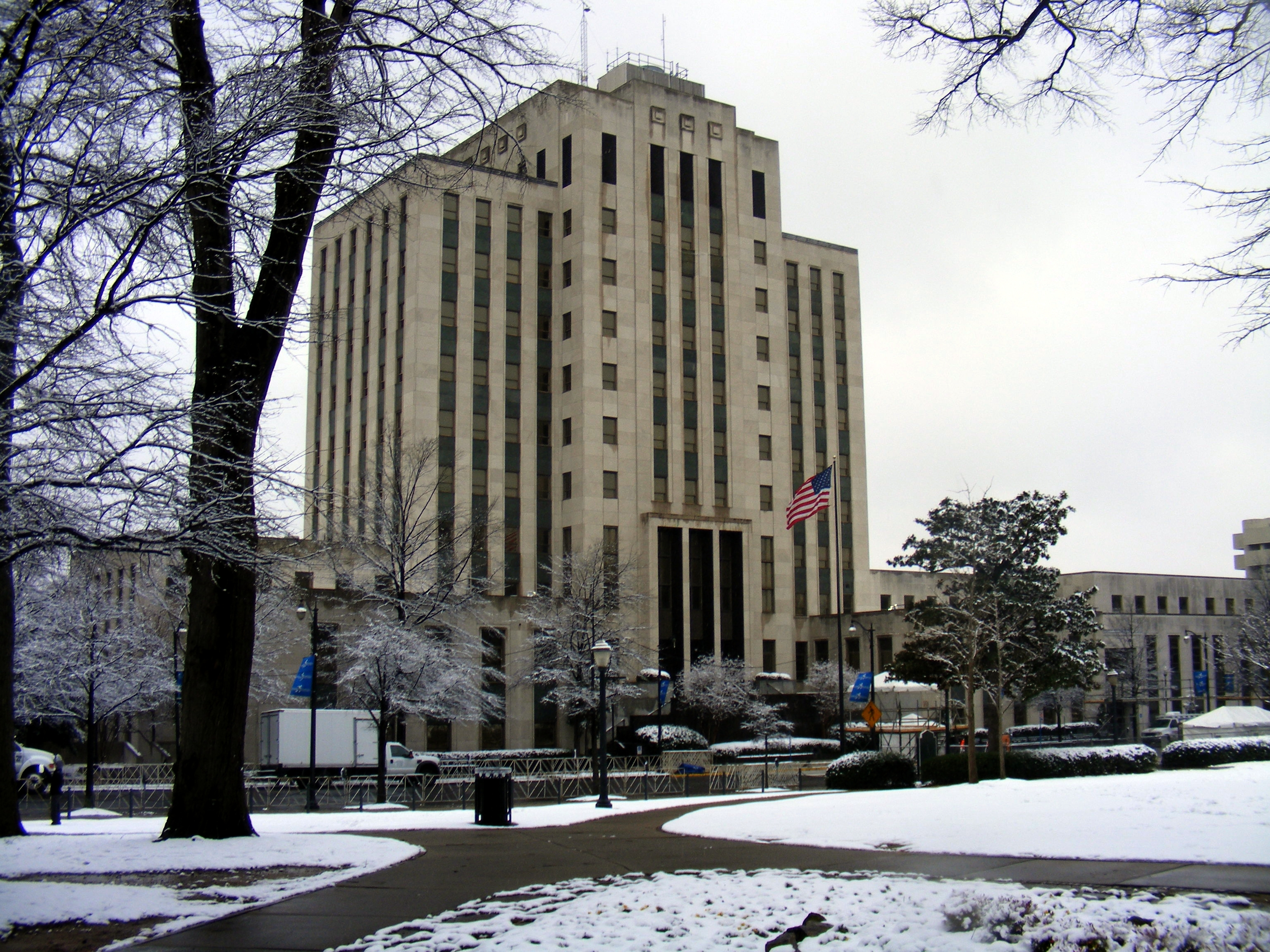
Śnieg pod siedzibą miasta Birmingham w styczniu 2010 roku.

Klimat stanu określany jest jako podzwrotnikowy wilgotny ze średnią roczną temperaturą na poziomie ok. 18 °C. Najcieplej jest na południu Alabamy, nad Zatoką Meksykańską, a temperatura na północy stanu jest trochę niższa, zwłaszcza na terenie Appalachów. Klimat ten charakteryzuje się bardzo gorącymi latami, łagodnymi zimami i dużą ilością opadów w ciągu całego roku. Średnie roczne opady wynoszą ok. 1400 mm, dzięki czemu okres wegetacyjny jest tu bardzo długi liczący nawet 300 dni w południowej części stanu.
Lata w Alabamie należą do najgorętszych w całych Stanach Zjednoczonych ze średnią temperaturą powyżej 32 °C w niektórych rejonach stanu. Region ten często jest nawiedzany przez huragany i nawet obszary położone daleko od Zatoki Meksykańskiej są narażone na ich skutki i obfite opady. Bardzo często zdarzają się również burze, w południowej części stanu rocznie odnotowywanych jest 70–80 dni burzowych, ale nawet na północy przypada ok. 60 dni burzowych na rok. Czasami burze są bardzo groźne, ze sporą liczbą wyładowań atmosferycznych i dużymi kulami gradowymi. Alabama zajmuje siódme miejsce w kraju pod względem liczby zgonów od uderzeń pioruna i dziewiąte miejsce w kraju pod względem liczby zgonów od uderzeń pioruna na jednego mieszkańca.
Alabama, wraz z Oklahomą, ma najwięcej zgłoszonych tornad kategorii EF5 w okresie od 1 stycznia 1950 do czerwca 2013. Kilka katastrofalnych tornad F5 spowodowało, że Alabama ma więcej ofiar śmiertelnych w wyniku trąb powietrznych niż jakikolwiek inny stan, wyprzedzając nawet Teksas, którego znacznie większy obszar zaliczany jest do Alei Tornad. Na ten śmiertelny bilans znacząco wpłynęły tornada z kwietnia 1974 roku (77 ofiar w Alabamie) oraz z kwietnia 2011 roku (241 ofiar w Alabamie) roku. Sezon na tornada to głównie wiosna (kwiecień), ale Alabama jako jedno z nielicznych miejsc na świecie ma również drugi sezon tornad w okolicy listopada i grudnia. Północ stanu wzdłuż doliny Tennessee jest jednym z obszarów kraju najbardziej zagrożonych tornadami. Region ten jest nazywany Dixie Alley dla odróżnienia od Alei Tornad na Wielkich Równinach.
Zimy w stanie zwykle są łagodne ze średnią temperaturą stycznia ok. 4 °C w Mobile i ok. 0 °C w Birmingham. Chociaż śnieg w Alabamie należy do rzadkości, to na obszarze na północ od Montgomery śnieg pada kilka razy każdej zimy, a gwałtowne śnieżyce zdarzają się raz na kilka lat, jak w latach 1963 i 1993, gdy śnieg padał nawet w Mobile. Średnie opady śniegu w Birmingham to ok. 51 mm rocznie.
| Miesiąc | Sty  | Lut  | Mar  | Kwi  | Maj  | Cze  | Lip  | Sie  | Wrz  | Paź  | Lis  | Gru  | Roczna |
| --- | ---- | ---- | ---- | ---- | ---- | ---- | ---- | ---- | ---- | ---- | ---- | ---- | ------ |
| Średnie temperatury w dzień [°C] | 11,6 | 14,6 | 19,2 | 23,4 | 27,2 | 30,8 | 32,6 | 32,3 | 29,2 | 23,8 | 18,1 | 13,3 | 23,0   |
| Średnie temperatury w nocy [°C] | 0,2  | 1,9  | 5,8  | 9,1  | 14,2 | 18,6 | 20,9 | 20,5 | 17,2 | 10,5 | 5,4  | 1,8  | 10,5   |
| Opady [mm] | 138  | 107  | 155  | 119  | 123  | 96   | 129  | 88   | 103  | 82   | 118  | 114  | 1371   |
| Źródło: „Climatography of the United States No. 20 (1971–2000)” (PDF). National Oceanic and Atmospheric Administration. 2004.” 2011-07-06 |      |      |      |      |      |      |      |      |      |      |      |      |        |

### Flora i fauna

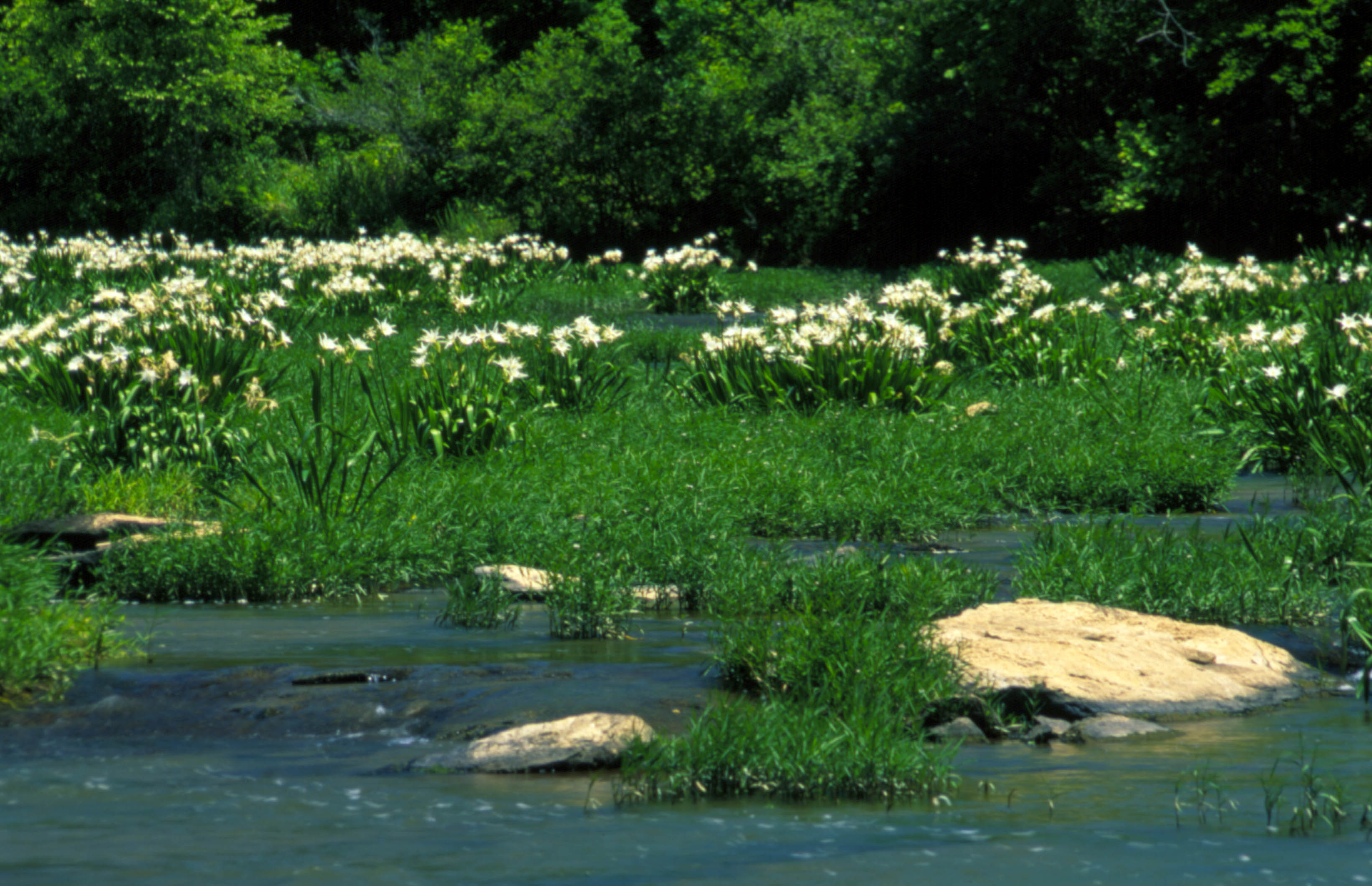
Hymenocallis coronaria w dolinie rzeki Cahaba, w Cahaba River National Wildlife Refuge

Alabama jest domem dla wielu gatunków fauny i flory, głównie ze względu na duże zróżnicowanie siedlisk rozciągających się od doliny Tennessee, Płaskowyżu Appalachów i Ridge-and-Valley Appalachians na północy do Piedmontu, Canebrake, Black Belt w centralnej części i wybrzeża Zatoki Meksykańskiej na południu. Alabama znajduje się w czołówce pod względem różnorodności biologicznej.
Na jej obszarze znajdują się liczne lasy sosnowe, które są wciąż najliczniejszą odmianą lasów na obszarze tego stanu. Alabama zajmuje 5. miejsce w USA pod względem różnorodności flory. Jest domem dla ponad 4000 gatunków roślin nasiennych i paprotnikowych.

## Demografia

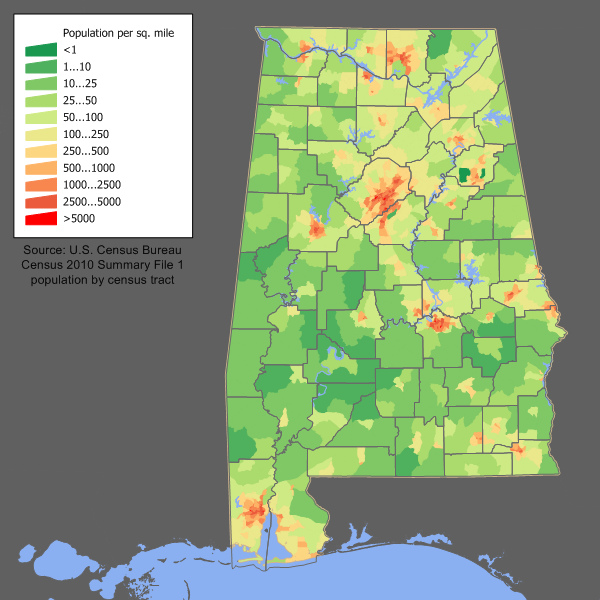
Gęstość zaludnienia Alabamy

Spis ludności z roku 2010 stwierdza, że stan Alabama liczy 4 779 736 mieszkańców, co oznacza wzrost o 332 636 (7,5%) w porównaniu z poprzednim spisem z roku 2000. Dzieci poniżej piątego roku życia stanowią 6,7% populacji, 24% mieszkańców nie ukończyło jeszcze osiemnastego roku życia, a 13,8% to osoby mające 65 i więcej lat. 51,5% ludności stanu stanowią kobiety.
4,4% mieszkańców w domu używa języka innego niż angielski, szkołę średnią ukończyło 80,8% obywateli w wieku powyżej 25 lat, a wykształcenie wyższe posiada 21,5% obywateli w tym wieku. Prawie 84% mieszkańców w swoim obecnym miejscu zamieszkania mieszka ponad rok.
Centrum populacji stanu znajduje się w hrabstwie Chilton na obszarze Jemison Division.

### Rasy i pochodzenie
Według danych z 2017 roku, 68,4% mieszkańców stanowiła ludność biała (65,9% nie licząc Latynosów), 26,5% to Afroamerykanie, 1,3% to Azjaci, 0,5% to ludność tubylcza, 0,05% to Hawajczycy i mieszkańcy innych wysp Pacyfiku, 1,4% to przedstawiciele innych ras, a 1,8% populacji to osoby mieszanego pochodzenia. Latynosi stanowią 4,1% ludności stanu.
Największą grupę stanowią osoby pochodzenia afroamerykańskiego. 17% osób deklaruje się jako osoby pochodzenia amerykańskiego w dużej części mające brytyjskich przodków, ale osiadłych w Ameryce w XVII wieku. Następnie są osoby pochodzenia irlandzkiego (7,8%), angielskiego (6,5%) i niemieckiego (6,3%). Także obecne są duże grupy osób pochodzenia meksykańskiego (123,6 tys.), szkockiego (81,3 tys.), włoskiego (81 tys.), nieokreślonego europejskiego (75 tys.), francuskiego (74,8 tys.), szkocko-irlandzkiego (71,3 tys.) i afrykańskiego (63,6 tys.). Liczbę Polaków oszacowano na 30 tys. (0,62%).
W 1984 roku powołano stanową komisję do spraw Indian i oficjalnie uznano siedem plemion zamieszkujących obszar stanu.

### Język
W 2000 roku 96,1% mieszkańców Alabamy w wieku co najmniej 5 lat mówiło tylko w języku angielskim, co stanowi spadek o 1% w stosunku do roku 1990 (97,1%).
Pozostałe języki używane w Alabamie to (wg spisu powszechnego z 2010 roku):
- język hiszpański – 2,2%
- język niemiecki – 0,4%
- język francuski – 0,3%

### Zdrowie
Na podstawie badań Centrum Zwalczania i Zapobiegania Chorób stwierdzono, że Alabama posiada jeden z najgorszych wskaźników otyłości dorosłych mieszkańców, który dla znaczącej większości hrabstw wyniósł ponad 29% (niższy był tylko w dziesięciu hrabstwach gdzie osiągnął poziom ponad 26%). Mieszkańcy stanu najrzadziej w kraju spędzają aktywnie wolny czas. Alabama ma jeden z najwyższych wskaźników osób chorych na cukrzycę wynoszący ponad 10% dorosłych.

## Religia

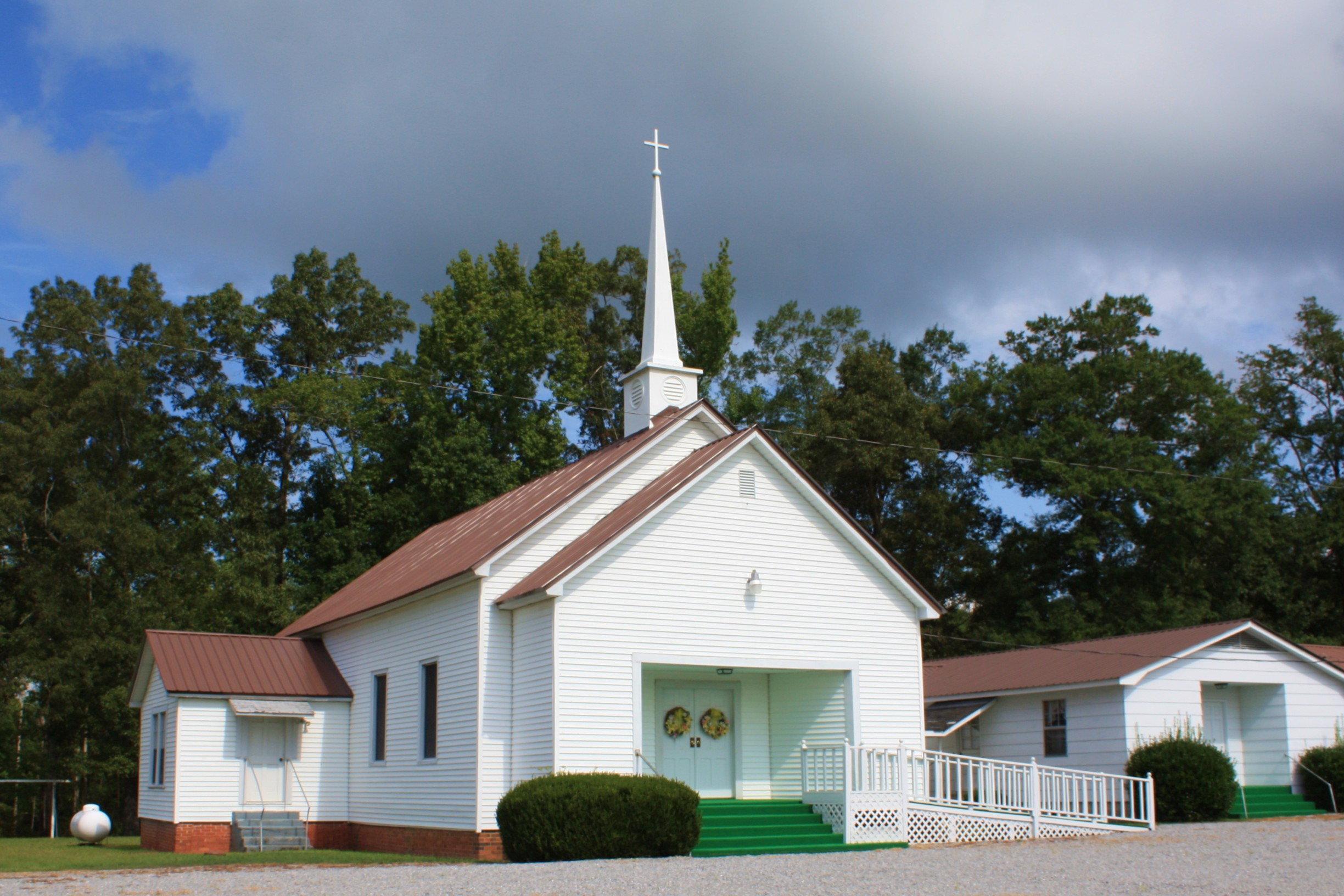
Kościół baptystów w hrabstwie Wilcox

Według danych zebranych przez Pew Research Center, 86% mieszkańców Alabamy to chrześcijanie (7% to katolicy), natomiast 12% to niereligijni. Pozostałe 2% to wyznawcy innych religii.

### Chrześcijaństwo

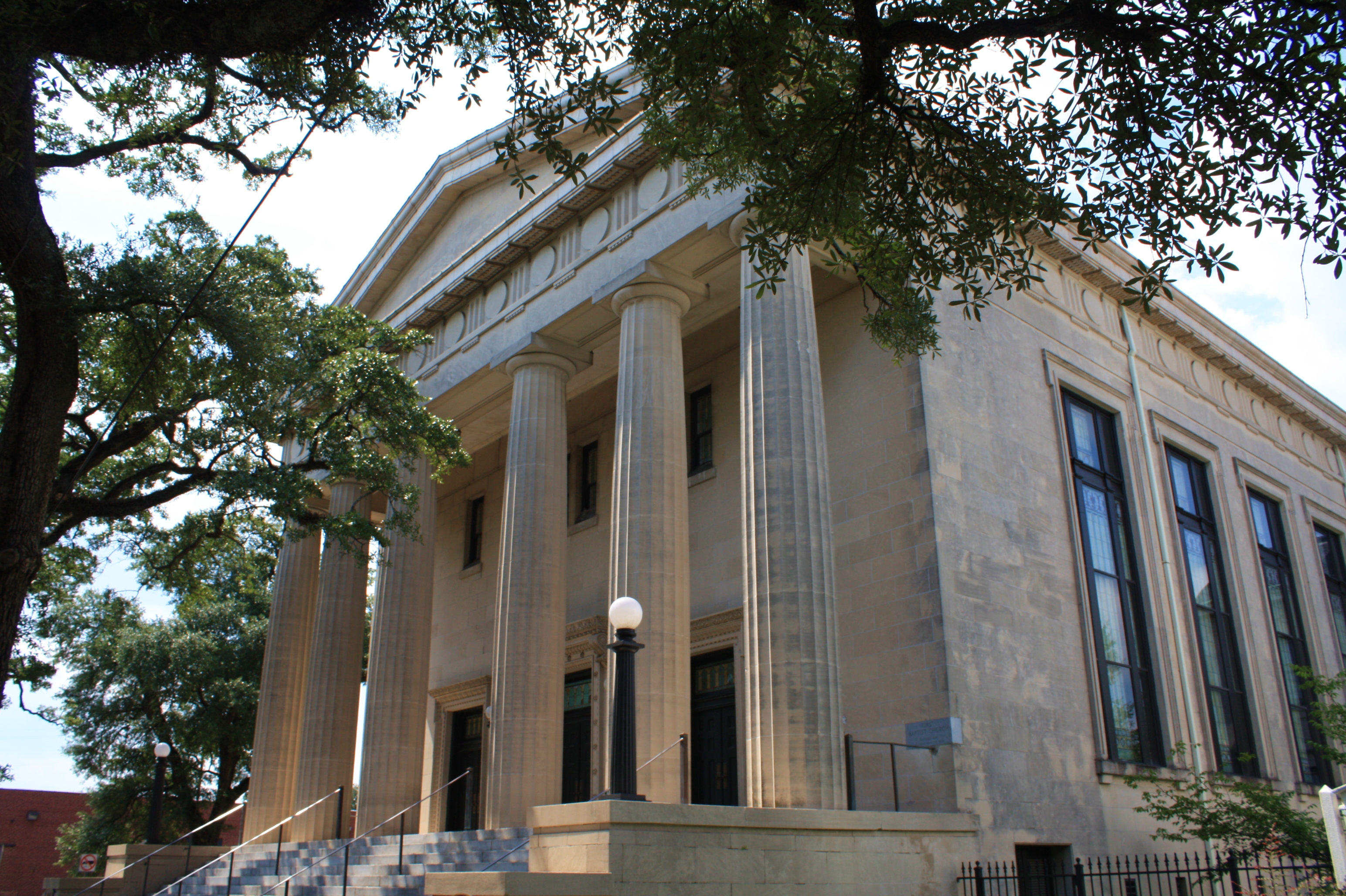
First Baptist Church w Mobile, założony w 1835 roku

Alabama znajduje się pośrodku pasa biblijnego i w związku z tym większość dzisiejszych mieszkańców stanu określa się jako protestanci. Alabama jest uznawana za jeden z najbardziej religijnych stanów Stanów Zjednoczonych, którego ok. 58% mieszkańców regularnie uczęszcza do kościoła. Większość mieszkańców Alabamy określa swoją wiarę jako ewangelikalizm. W roku 2010 trzema największymi ugrupowaniami religijnymi były Południowa Konwencja Baptystów, Zjednoczony Kościół Metodystyczny i ponadwyznaniowy ewangelikalizm.
Duża część tutejszych ugrupowań baptystycznych i metodystycznych powstała w trakcie wielkiego przebudzenia mającego miejsce na początku XIX w., kiedy kaznodzieje głosili wiarę w południowej części Stanów Zjednoczonych.
Prezbiterianie są potomkami szkocko-iryjskiej imigracją z XVIII wieku, baptyści i metodyści są rezultatem przebudzenia na początku XIX wieku. Tradycyjne grupy straciły w ostatnich latach na rzecz denominacji zielonoświątkowych, takich jak: Kościół Boży, Kościół Boży w Chrystusie, Kościół Nazarejczyka, Zbory Boże, jak i do miejskich niezależnych megakościołów. Te kościoły stosują radosną muzykę i prowadzą luźne nabożeństwa i spotkania domowe. Zielonoświątkowe kościoły zaczęły pojawiać się w Alabamie już w końcu XIX wieku, neopentekostalne megakościoły pojawiły się pod koniec XX wieku.

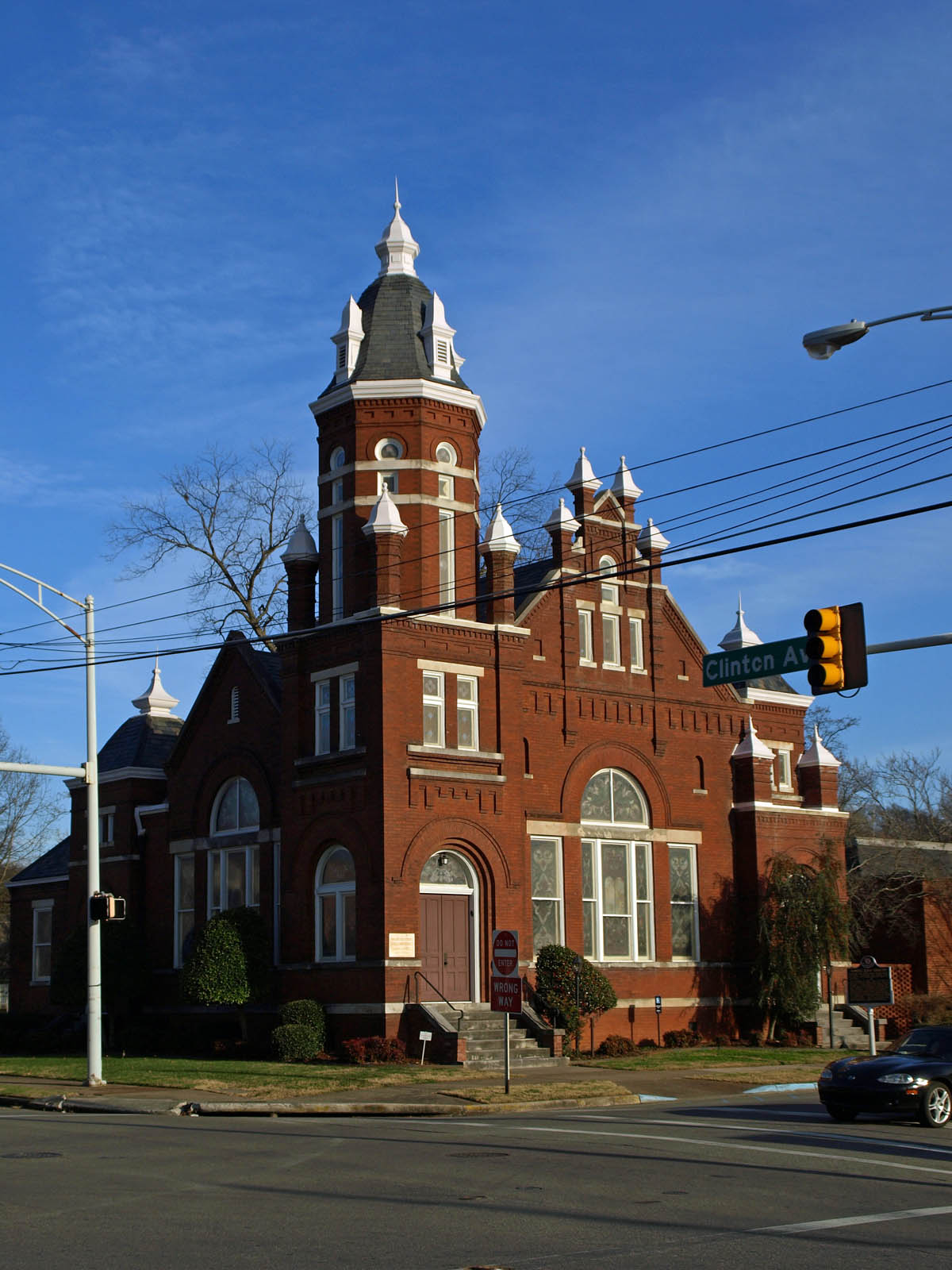
Temple B'Nai Sholom w Huntsville, synagoga założona w 1876 roku, najstarsza synagoga w Alabamie będąca w ciągłym użyciu

Badania przeprowadzone w 2007 roku wykazały, że ponad 70% ankietowanych potrafiło wymienić cztery kanoniczne Ewangelie. Spośród osób wierzących 59% stwierdziło, iż w pełni rozumieją swoją wiarę i nie potrzebują dalszej nauki. 92% uczestników ankiety deklarowało, że ma zaufanie do kościołów w stanie.

### Inne wyznania
W Alabamie mieszkają również osoby będące innej wiary, których jednakże jest dużo mniej niż wyznawców chrześcijaństwa. Są to wyznawcy: mormonizmu (37 tys.), świadkowie Jehowy, islamu (10 tys.), judaizmu (7 tys.), hinduizmu (1,4 tys.), bahaizmu (1,4 tys.), buddyzmu (1,4 tys.), uniwersalizmu unitariańskiego (1,1 tys.).
Żydzi przybyli do miasta Mobile w stanie Alabama ok. 1763 roku w epoce kolonialnej, kiedy sefardyjscy Żydzi wyemigrowali z Londynu. Najstarszą gminą żydowską w Alabamie jest Kongregacja Sha’arai Shomayim. Została oficjalnie uznana przez legislaturę stanową 25 stycznia 1844 roku. Żydzi, którzy przybywali do stanu w XIX i XX wieku, byli z reguły Aszkenazyjczykami pochodzącymi z Europy Wschodniej. W Alabamie znajdują się dwie synagogi ortodoksyjne, cztery konserwatywne, dziesięć reformowanych i jedna humanistyczna.

## Gospodarka

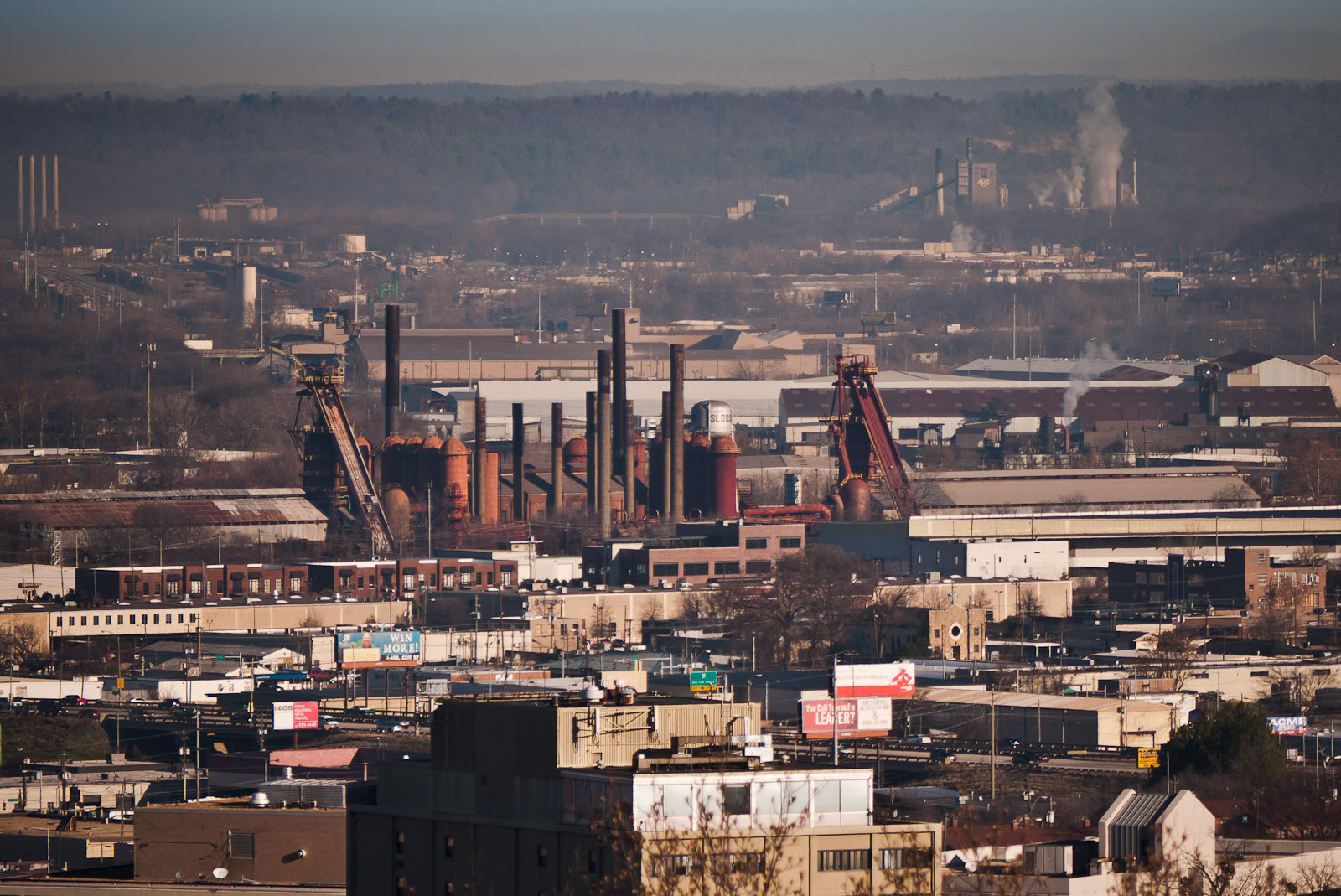
Obszar przemysłowy w Birmingham

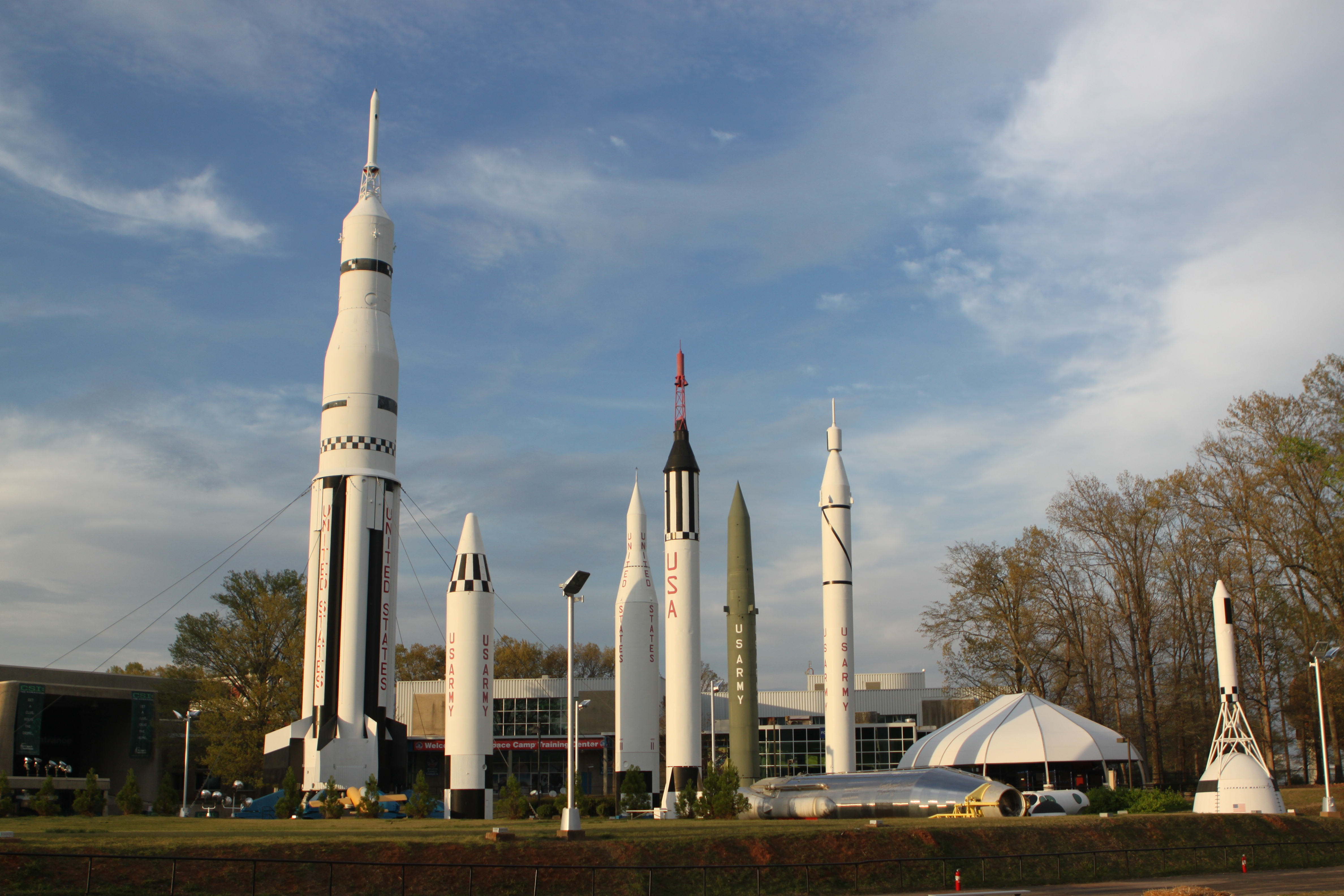
Centrum kosmiczne w Huntsville

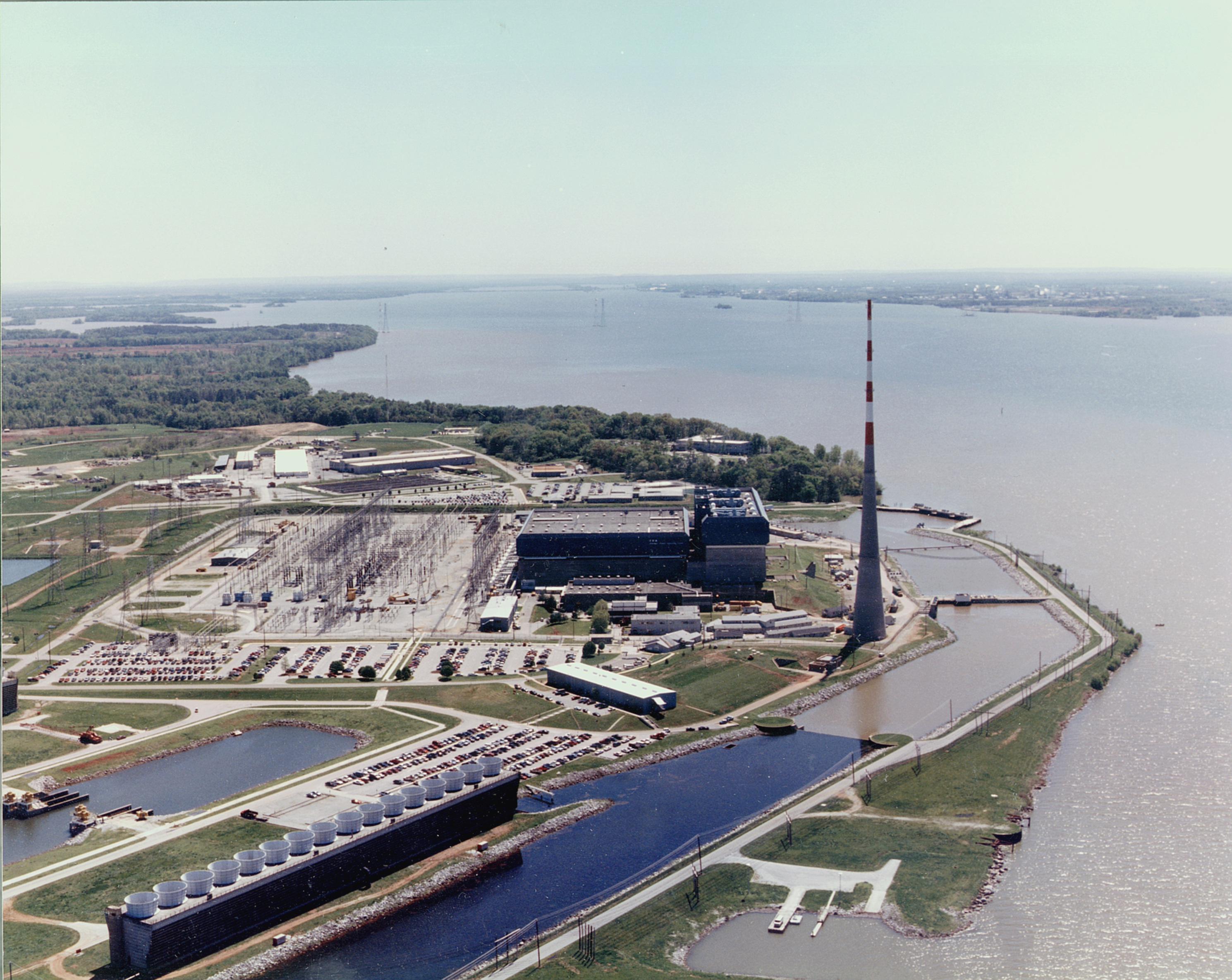
Elektrownia Jądrowa Browns Ferry

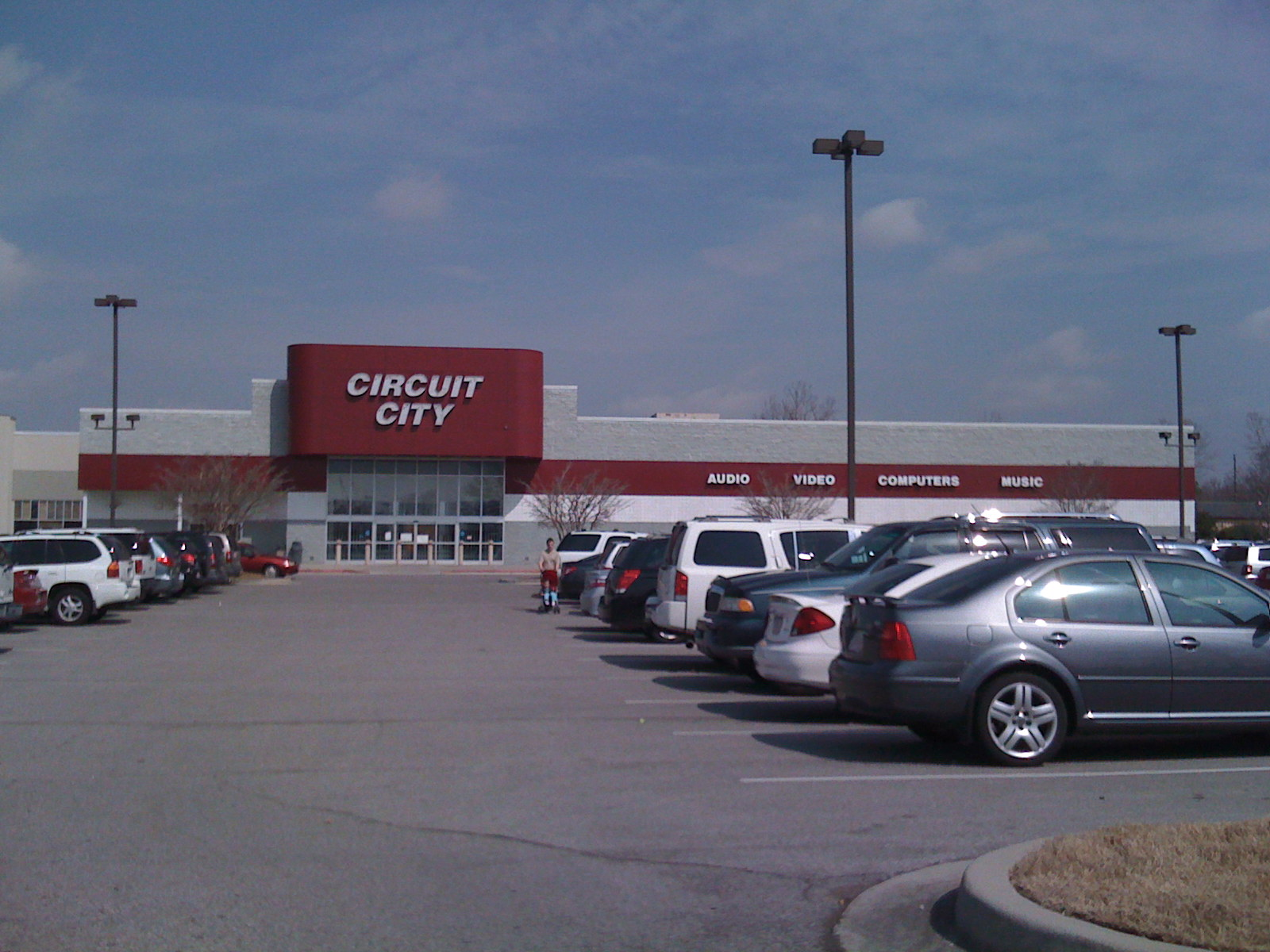
Centrum handlowe w Huntsville

W stanie znajdują się ośrodki przemysłu kosmicznego, motoryzacyjnego oraz ciężkiego. Wydobywane są surowce mineralne i produkowana stal. W sektorze usług ważną rolę odgrywa edukacja, ochrona zdrowia i usługi bankowe.
Według agencji badań ekonomicznych w 2008 roku wartość stanowej produkcji wyniosła 170 mld $ co daje 29 411 $ na jednego mieszkańca i jej wzrost wyniósł 0.7%. W 1999 roku PKB per capita 18 189$.
W lipcu 2011 roku stopa bezrobocia w stanie wynosiła 10%.

### Rolnictwo
W Alabamie jest prowadzony chów drobiu (dla mięsa i jaj) i bydła (dla mięsa i mleka). Głównymi roślinami uprawnymi są orzeszki ziemne, bawełna, kukurydza, sorgo, soja i brzoskwinie. Mimo przydomku stan bawełny Alabama zajmuje dopiero 8. lub 10. miejsce w kraju pod względem uprawy tej rośliny w zależności od źródła badań.

### Przemysł
Przemysł stanu obejmuje produkcję wyrobów stalowych i żeliwnych (w tym rur), papieru, drewna, górnictwo (głównie węgla kamiennego), produkcję wyrobów z tworzyw sztucznych, części samochodowych oraz odzieży. Ponadto na terenie stanu rozwinął się przemysł lotniczy i elektroniczny, głównie na potrzeby wojska, w Centrum Lotów Kosmicznych imienia George’a C. Marshalla oraz United States Army Aviation and Missile Command w Huntsville.
Jednym z głównych powodów wzrostu gospodarczego Alabamy był rozwój przemysłu motoryzacyjnego na terenie stanu. Znajdują się tam fabryki m.in. Hondy, Hyundaia, Mercedesa, Toyoty, a także wielu ich dostawców. Od 1993 roku przemysł samochodowy stworzył ponad 67,8 tys. miejsc pracy i uczynił z Alabamy czwartego producenta samochodów w kraju.
Producenci stali: Nucor, SSAB, ThyssenKrupp oraz U.S. Steel, mają swoje fabryki w tym stanie i zatrudniają ponad 10 tys. pracowników. W maju 2007 roku niemiecki ThyssenKrupp zainwestował 3,7 mld $ w zakład produkcji stali, który da stałe zatrudnienie dla 2700 osób, a gdy osiągnie pełną wydajność uczyni z Alabamy trzeciego w kraju producenta stali.
Innymi ważnymi przedsiębiorstwami mającymi swe zakłady na terenie stanu są BFGoodrich (produkcja opon), GAF Materials Corporation (pokrycia dachowe), Hunt Refining Company (rafineria) oraz JVC (elektronika).

### Inne sektory gospodarki
Szacuje się, że Alabama jest rocznie odwiedzana przez 100 tys. zagranicznych turystów, głównie z Kanady, Anglii, Niemiec i Japonii. W 2006 roku turyści wydali 8,3 mld $ dając zatrudnienie łącznie 162 tys. mieszkańców stanu.
Swoje siedziby w stanie mają Regions Financial Corporation, BBVA Compass oraz Superior Bancorp, a także kilkanaście mniejszych banków, większość w Birmingham. Tamże siedzibę ma również fundusz inwestycyjny Harbert Management Corporation. Najwyższym budynkiem tego miasta jest siedziba regionalnego oddziału banku Wachovia.
Koncern telekomunikacyjny AT&T również w Birmingham zlokalizował jedną ze swoich siedzib, budując AT&T City Center. W całym mieście przedsiębiorstwo zatrudnia 6000 pracowników stałych oraz 1200 tymczasowych. Na terenie miasta znaleźć można także przedsiębiorstwa budowlane, takie jak: Brasfield & Gorrie, BE&K, Hoar Construction oraz B.L. Harbert International.
Wiele przedsiębiorstw ma swoje siedziby w Huntsville, wśród nich ADTRAN (usługi internetowe), Intergraph (informatyka), Avocent (informatyka), Deltacom (telekomunikacja), a także oddział przedsiębiorstwa Cinram zajmującego się dystrybucją płyt CD i DVD.
Jedyny port morski Alabamy – Mobile jest ruchliwym portem łączącym Zatokę Meksykańską z systemem żeglugi śródlądowej i poprzez rzeki Tennessee–Tombigbee dający dostęp do środkowego zachodu USA. Port ten zajmuje 9. miejsce w Stanach Zjednoczonych pod względem tonażu przeładowanych ładunków. Wewnątrz stanu ważną rolę odgrywa Black Warrior płynąca przez Tuscaloosę.
Największym pracodawcą w stanie jest szpital uniwersytetu stanowego (Alabama State University) zatrudniający ok. 20 tys. pracowników.
Na terenie Alabamy znajduje się także Elektrownia jądrowa Browns Ferry uruchomiona w 1974 roku o łącznej mocy 3300 MW.

## Transport

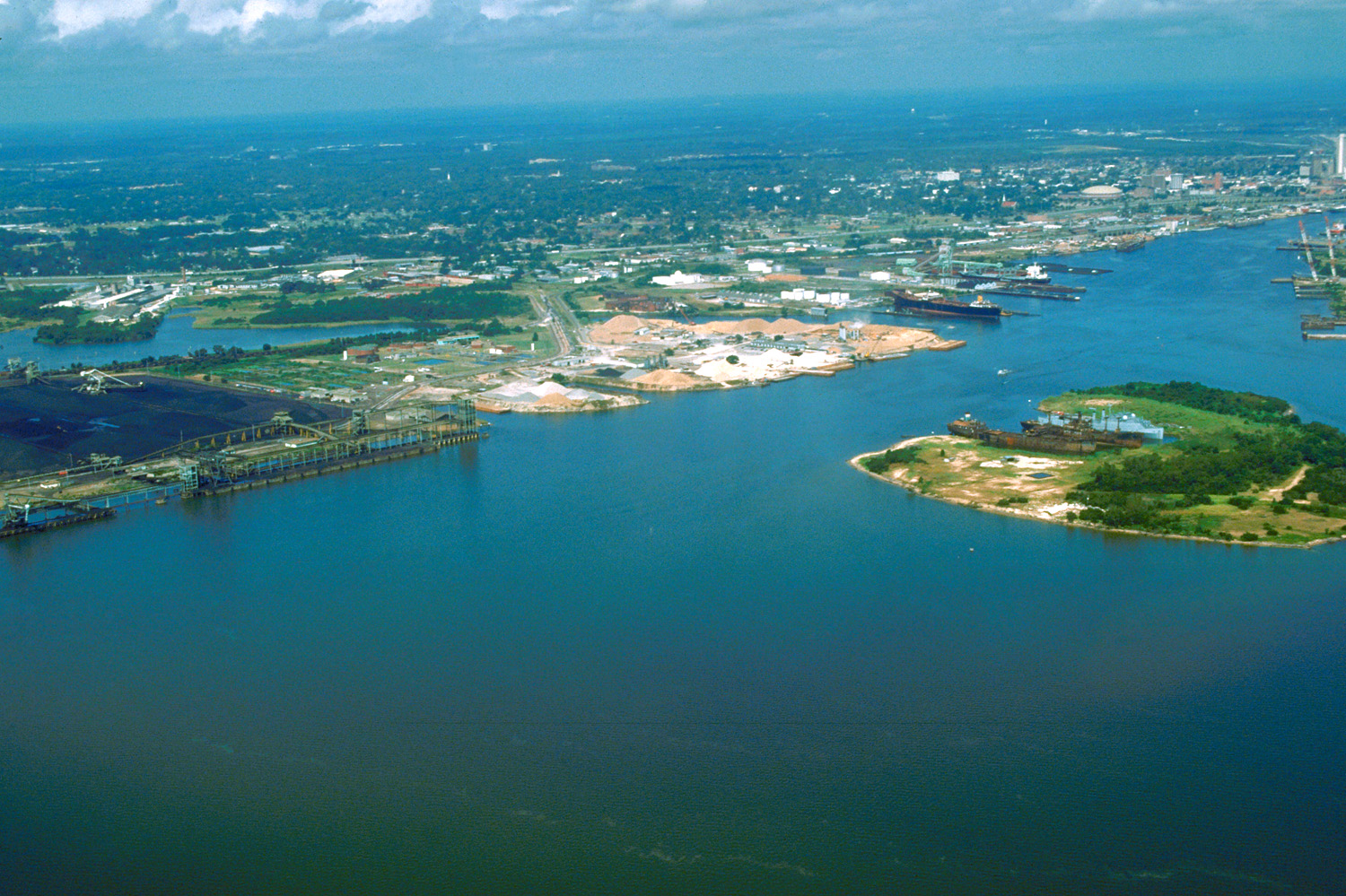
Widok na port w Mobile

Główne lotniska Alabamy to Port lotniczy Birmingham-Shuttlesworth, Huntsville International Airport, Port lotniczy Dothan, Mobile Regional Airport, Montgomery Regional Airport, Northwest Alabama Regional Airport, Tuscaloosa Regional Airport oraz Pryor Field Regional Airport. Poza portami lotniczymi w Birmingham i Huntsville są to lotniska o znaczeniu regionalnym, obsługujące loty do pobliskich stanów. Lotnisko w Huntsville obsługuje loty we wschodniej części Stanów Zjednoczonych, natomiast z Birmingham można polecieć nawet do Phoenix czy Las Vegas.

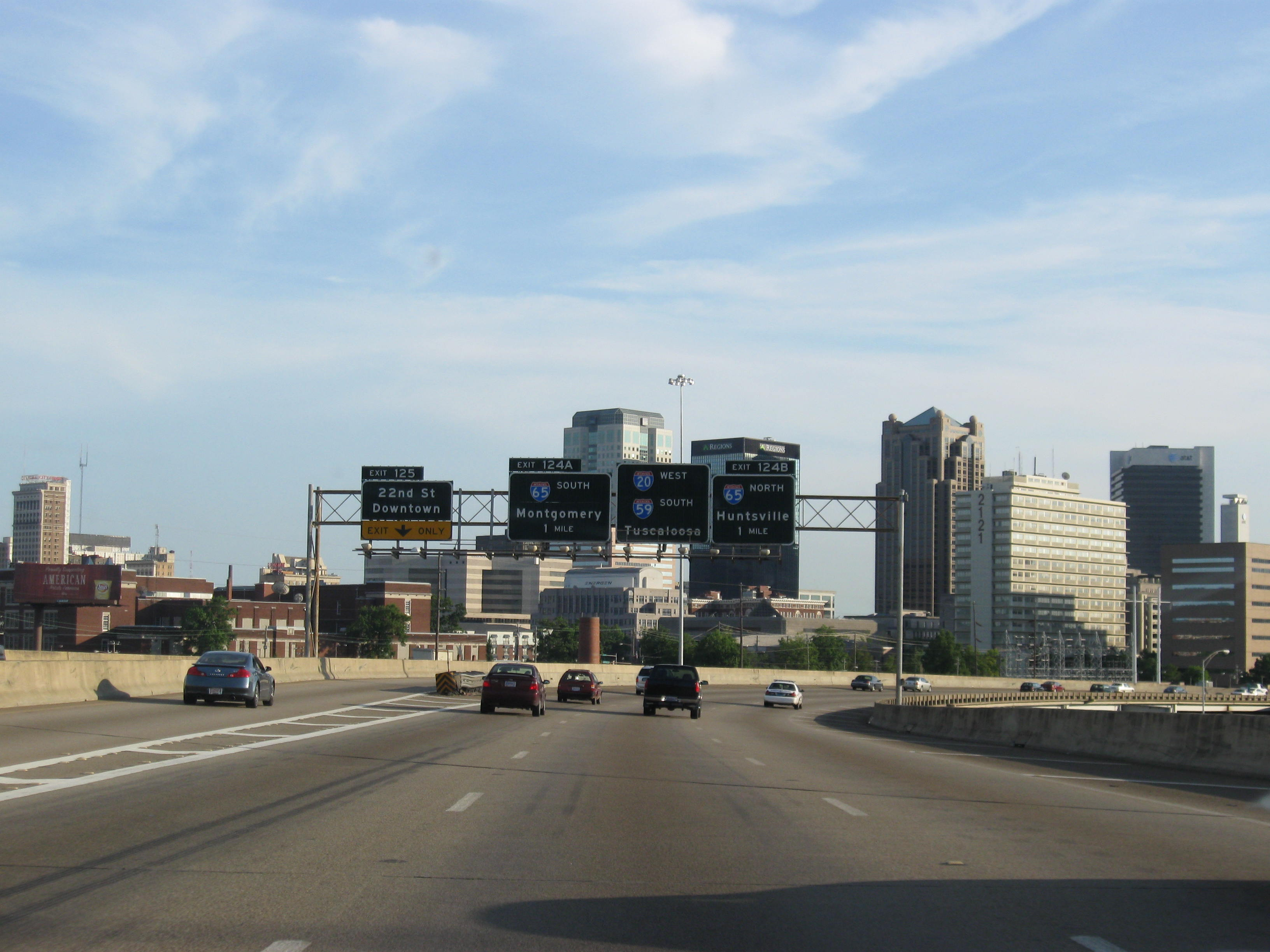
Autostrada I59 (w ciągu z I20) krzyżująca się z I65 w centrum Birmingham

Podstawą systemu kolei w tym stanie jest codzienny pociąg Crescent z Nowego Jorku do Nowego Orleanu, zatrzymujący się na stacjach w Anniston, Birmingham i Tuscaloosa.
Przez terytorium Alabamy przebiega pięć autostrad międzystanowych. I65 biegnie z północy na południe przecinając stan mniej więcej na dwie połowy. Swój bieg kończy w Mobile. I20 biegnie z Teksasu, przecina stan w Birmingham i kieruje się dalej na wschód. Wraz z nią tym samym ciągiem prowadzi I59, która za Birmingham skręca na północny wschód. I85 swój bieg zaczyna w Montgomery i kieruje się na północny wschód w stronę Atlanty i dalej, aż do Petersburga w stanie Wirginia. I10 przechodzi przez Mobile i łączy Florydę z Kalifornią. Poza tymi głównymi arteriami komunikacyjnymi przez stan przebiega wiele innych dróg o mniejszym znaczeniu.
Pięć odcinków dróg w stanie jest płatnych: Alabama River Parkway w Montgomery; Black Warrior Parkway w Tuscaloosa; Emerald Mountain Expressway w Montgomery; Foley Beach Express w Foley oraz Montgomery Expressway w Montgomery, a także cztery płatne mosty: Alabama River Parkway Bridge w Montgomery; Black Warrior Parkway Bridge w Tuscaloosa; Emerald Mountain Expressway Bridge w Montgomery i Foley Beach Express Bridge w Foley.
W marcu 2011 roku drogi w Alabamie zostały uznane za jedne z najgorszych w kraju pod względem ekologii i bezpieczeństwa.
Stan posiada jeden port morski w Mobile, a także kilka portów rzecznych (wymienione kolejno z północy na południe): Florence, Decatur, Guntersville, Birmingham, Tuscaloosa, Montgomery oraz Mobile.

## Uczelnie
- University of Alabama at Birmingham(inne języki) (medycyna, stomatologia, optometria)
- University of Alabama (medycyna)
- University of South Alabama(inne języki) (medycyna)
- Auburn University (weterynaria, farmacja)
- Tuskegee University(inne języki) (weterynaria)
- Samford University(inne języki) (farmacja)
- Troy University(inne języki)
- University of North Alabama(inne języki)
- Spring Hill College(inne języki)

## Sport

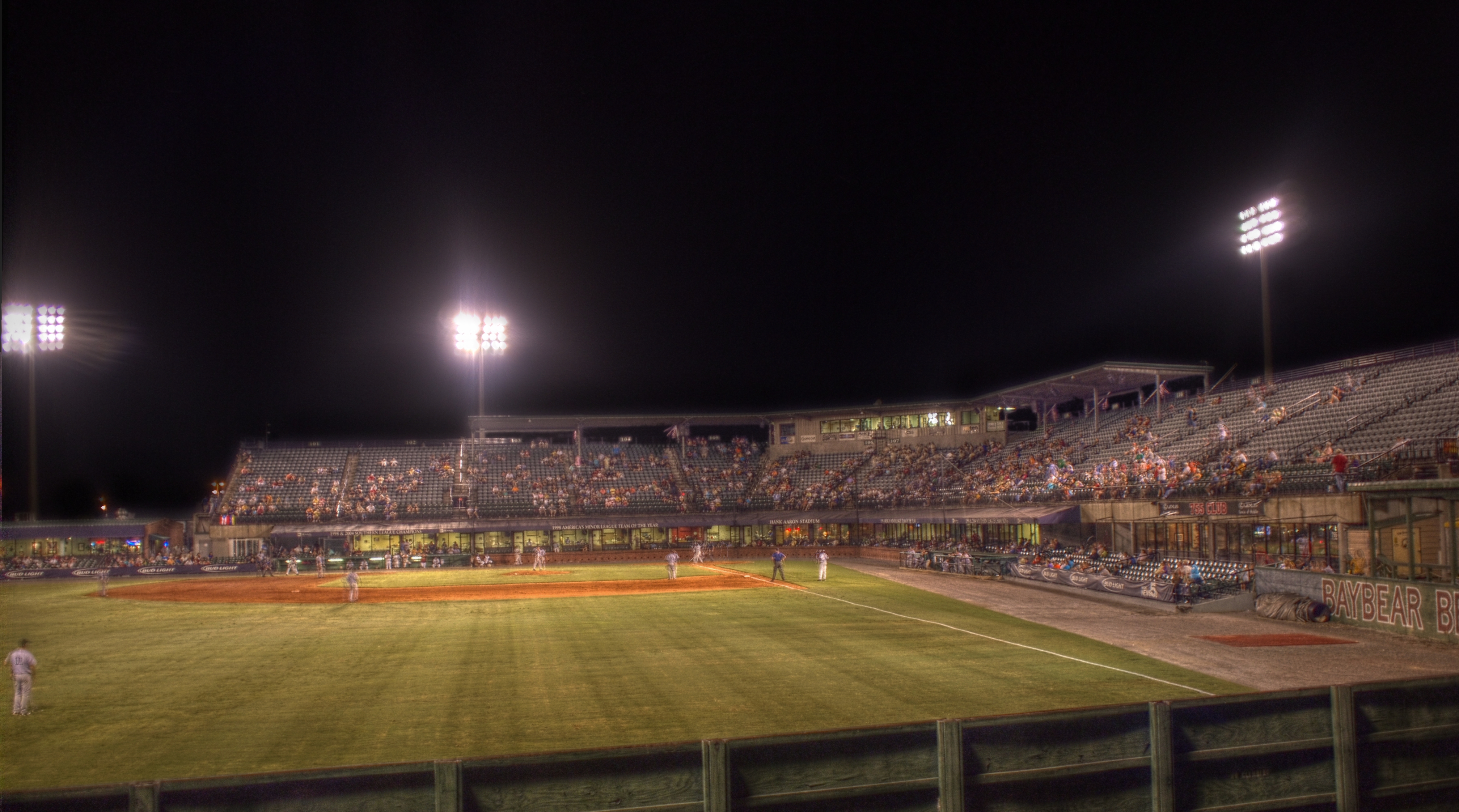
Hank Aaron Stadium w Mobile

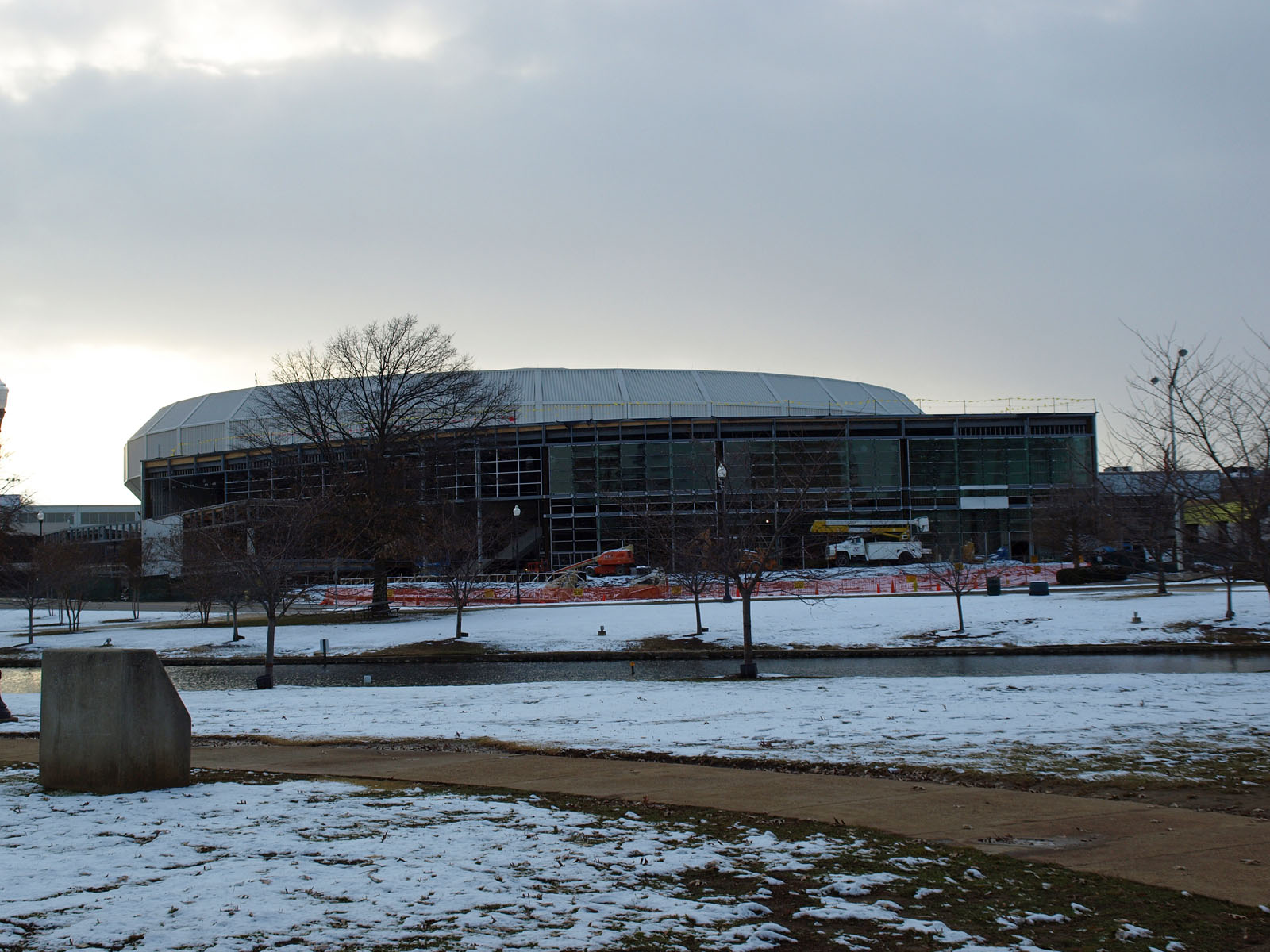
Von Braun Center w Huntsville

W stanie Alabama funkcjonuje kilka zawodowych drużyn sportowych grających w niższych ligach, w tym cztery zespoły baseballowe.
| Klub                    | Miasto     | Dyscyplina         | Liga                                | Siedziba                     |
| ----------------------- | ---------- | ------------------ | ----------------------------------- | ---------------------------- |
| Alabama Hammers         | Huntsville | Arena football     | Professional Indoor Football League | Von Braun Center             |
| Birmingham Barons       | Birmingham | Baseball           | Southern League                     | Regions Park                 |
| Huntsville Havoc        | Huntsville | Hokej na lodzie    | Southern Professional Hockey League | Von Braun Center             |
| Huntsville Stars        | Huntsville | Baseball           | Southern League                     | Joe W. Davis Stadium         |
| Mobile BayBears         | Mobile     | Baseball           | Southern League                     | Hank Aaron Stadium           |
| Montgomery Biscuits     | Montgomery | Baseball           | Southern League                     | Montgomery Riverwalk Stadium |
| Rocket City United      | Huntsville | Piłka nożna        | National Premier Soccer League      | Madison City Schools Stadium |
| Tennessee Valley Tigers | Huntsville | Futbol amerykański | Independent Women’s Football League | Milton Frank Stadium         |

Symbole stanu
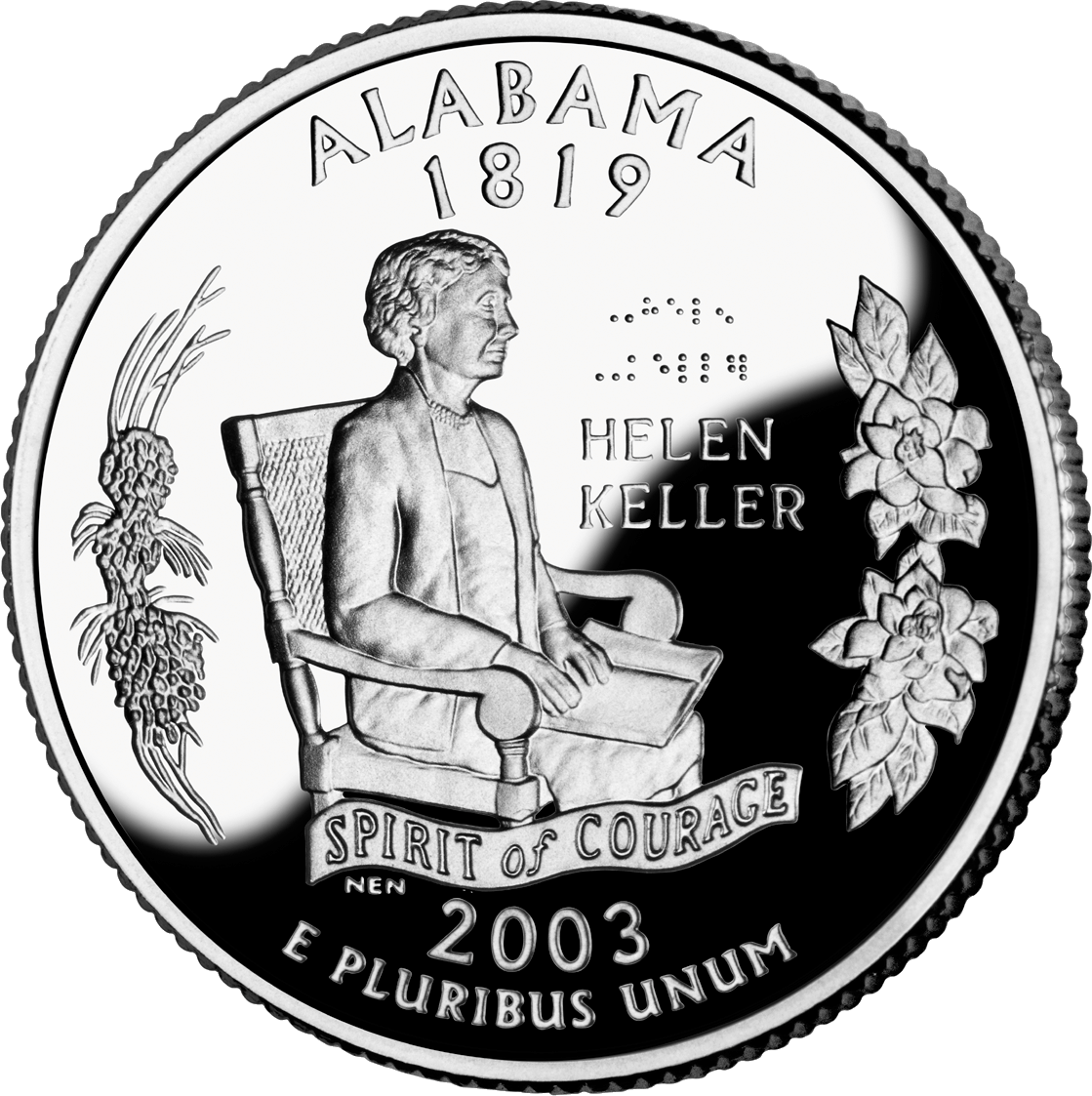
Stanowa ćwierćdolarówka
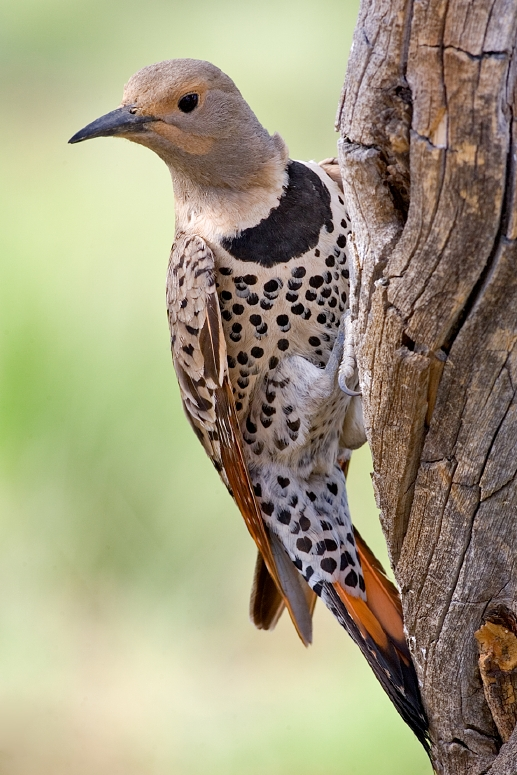
Dzięcioł różowoszyi
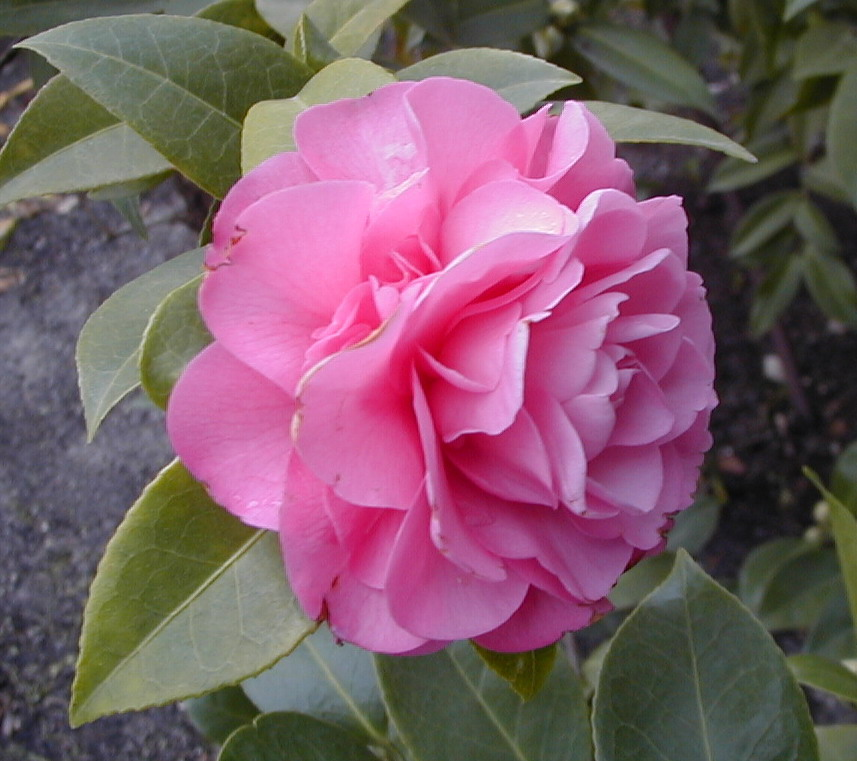
Kamelia